# فنزويلا
فِنزُويلَا (بالإسبانية: Venezuela)؛ رسمياً جمهورية فنزويلا البوليفارية (بالإسبانية: República Bolivariana de Venezuela)، هي دولة تقع على الساحل الشمالي لأمريكا الجنوبية، وتتكون من كتلة أرضية قارية والعديد من الجزر الصغيرة في البحر الكاريبي تغطي أراضي فنزويلا مساحة تقدر بنحو 916,445 كيلومتر مربع (353,841 ميل مربع) ويقدر عدد سكانها بحوالي 34,090,650 نسمة في 2024. العاصمة وأكبر تجمع حضري هي مدينة كاراكاس. يحد الإقليم القاري من الشمال البحر الكاريبي والمحيط الأطلسي، ومن الغرب كولومبيا والبرازيل من الجنوب وترينيداد وتوباغو من الشمال الشرقي ومن الشرق غيانا. فنزويلا جمهورية رئاسية تتكون من 23 ولاية ومنطقة العاصمة والتبعيات الفيدرالية التي تغطي جزر فنزويلا البحرية. تعد فنزويلا من بين أكثر الدول تحضرًا في أمريكا اللاتينية وتعد فنزويلا دولة ذات تنوع بيولوجي شديد للغاية، فهي تضم مناطق بيئية عديدة ومتنوعة تبدأ من جبال الإنديز في الغرب لتصل إلى حوض غابات الأمازون المطيرة في الجنوب، مارّة عبر سهول يانوس الواسعة وساحل الكاريبي في الوسط ودلتا نهر أورينوكو في شرق البلاد.
في عام 1522م سقطت فنزويلا تحت الاحتلال الإسباني رغم مقاومة الشعوب الأصلية، ولكنها أصبحت واحدة من أولى المستعمرات الأميركية الإسبانية التي أعلنت عن الاستقلال (في عام 1811م)، ومع ذلك لم يصبح أمر الاستقلال راسخاً ومستقراً حتى عام 1821م (كما حصلت فنزويلا على الاستقلال الكامل في عام 1830م كقسم من جمهورية كولومبيا الكبرى الاتحادية). خلال القرن التاسع عشر عانت فنزويلا من الاضطراب السياسي والديكتاتورية، وسيطرت عليها مجموعة من الكوديللو الإقليميين (وهم زعماء عسكريون أقوياء مطلقون) لفترة طويلة تصل حتى القرن العشرين. وقد وصلت حكومات ديمقراطية إلى الحكم في فنزويلا منذ عام 1958، ولكن سبق ذلك فترة عانت فيها فنزويلا من بعض الانقلابات والدكتاتوريات العسكرية، مثل معظم بلدان أمريكا اللاتينية. أدّت الصدمات الاقتصادية في الثمانينات والتسعينات إلى أزمة سياسية تسببت في مقتل مئات الأشخاص في أعمال الشغب سميت بكاراكازو (ضربة كركاس) في عام 1989م، ومحاولتين للانقلاب في عام 1992م، وكذلك عزل الرئيس كارلوس أندريس بيريز بتهمة اختلاس الأموال العامة في عام 1993م. وأدّى انهيار الثقة في الأحزاب القائمة إلى انتخاب المسؤول الحكومي السابق هوغو تشافيز كرئيس لفنزويلا في انتخابات عام 1998 وإطلاق الثورة البوليفارية، لتبدأ بتكوين جمعية تأسيسية في عام 1999 لكتابة دستور جديد لفنزويلا.
فنزويلا هي جمهورية رئاسية فيدرالية تتكون من 23 ولاية، ومنطقة العاصمة (التي تغطي كاراكاس)، والتبعيات الاتحادية (التي تغطي الجزر البحرية في فنزويلا). كما تدعي فنزويلا جميع جويانا إقليم غرب نهر ايسيكويبو، وهذا 159,500 كيلومتر مربع (61583 ميل مربع) المسالك كان يطلق عليها اسم غوايانا أو زونا («المنطقة التي يجري استصلاحها»).
فنزويلا هي من بين البلدان الأكثر تحضرا في أمريكا اللاتينية؛ الأغلبية الساحقة من الفنزويليين يعيشون في مدن الشمال، ولا سيما في العاصمة، كاراكاس، التي هي أيضا أكبر مدينة وواحدة من المدن الأكثر خطورة في العالم. منذ اكتشاف النفط في أوائل القرن 20، كانت فنزويلا واحدة من أكبر مصدري النفط في العالم والرائدة في هذا المجال كما تملك أكبر الاحتياطات النفطية. كانت سابقا تعتمد على مصادر مختلفة من السلع الزراعية مثل البن والكاكاو ثم سرعان ما جاء النفط ليهيمن على الصادرات والإيرادات الحكومية. أدت وفرة النفط 1980 إلى أزمة الديون الخارجية والأزمة الاقتصادية المستمرة منذ فترة طويلة، والتي شهدت ذروة التضخم عند 100% في عام 1996، وارتفاع معدلات الفقر إلى 66% في عام 1995 كما انخفض (بحلول عام 1998) نصيب الفرد من الناتج المحلي الإجمالي إلى نفس مستوى عام 1963، بانخفاض بلغ الثلث عن الذروة عام 1978. عزز انتعاش أسعار النفط بعد عام 2001 الاقتصاد الفنزويلي الذي انعكس إيجابيا على الإنفاق الاجتماعي على الرغم من تداعيات الأزمة المالية العالمية لعام 2008 بعد ذلك شهدت الانكماش الاقتصادي مجددا. ومع ذلك، اعتباراً من أواخر عام 2010 عاد الاقتصاد الفنزويلي إلى الانتعاش حاليا، اقتصاد فنزويلا في حالة ثابتة من انخفاض معدل الجريمة التي كانت قد زادت بحدّة، وهي من بين أعلى المعدلات في العالم.

## أصل التسمية
[[ملف:Palafito.jpg|تصغير|يسار|قرية أو مسكن أُقيمت على مسطحات مائية.
يعتقد أن اسم فنزويلا جاء من أمريكو فسبوتشي ومعه ألونسو دي أوخيدا، عندما قادا الحملة البحرية عام 1499، عبر الساحل الشمالي الغربي لخليج فنزويلا. وعندما بلغوا شبه جزيرة جواجيرا، لاحظوا القرى (البلافيتوس) المقامة والمبنية (التي شيدها الناس) على الماء. وذكر هذا فسبوتشى بمدينة البندقية (فينيزيا) بإيطاليا (وبالإيطالية: فينزيا)، ولذلك أسمى المنطقة باسم فنزوولا ومعناها فينيسيا الصغيرة أي تصغير فينيسيا بالإيطالية. وفي الإسبانية يستعمل المقطع (زويلا) للتصغير مثل بلازا: بلازويلا، وكازو: كازويلا. أما مارتين فرنانديز دي إنسيسو فقال وهو عضو في فريق فسبوتشي وأوجيدا، في كتابه سوما دي جيوجرافيا: إن أهل المنطقة اسمهم من الأصل فنزويلا، وأنها مشتقة من كلمة محلية. لكن تبقى قصة فسبوتشي هي الأكثر شيوعاً وقبولاً عن أصل اسم الدولة.

## التاريخ
قام الأميرال كريستوفر كولومبوس في عام 1498 برحلته الثالثة إلى العالم الجديد، مُبحراً إلى شواطئ دلتا الأورينوكو لكي يتسلل بعد ذلك إلى خليج باريا، سامحاً له بذلك اكتشاف لأول مرة الساحل القارْي. بروعة، أعرب كولون في رسالته إلى الملوك الكاثوليك عن ثقته في وصولة الجنة الأرضية ومُختلطاً عليه بسبب ملوحة المياه غير العادية، كتب:-

### الاستعمار
استعمر الإسبان فنزويلا في بداية القرن الميلادي السادس عشر، واستمر استعمارهم لها أكثر من ثلاثة قرون، وقامت ضد الحكم الإسباني عدة ثورات بزعامة سيمون بوليفار، حيث قام الاستعمار الإسباني بتقسيم فنزويلا إلى مقاطعات ولكُُُل مقاطعة حاكم، ويرأس حكام المقاطعات حاكم عام، وعلى أساس من إحكام القبضة الاستعمارية على الإقليم الفنزويلي، تأسس اقتصاد استعماري يستخرج المعادن وينتج المحاصيل لصالح التاج الأسباني فقط. وكان للتجارة، رأس المال التجاري (ن - س - Δ ن) الدور الأكبر في التراكم، وكان الذهب والمعادن النفيسة الأخرى من أهم الدعامات التي عملت على ترسيخ دورة رأس المال التجاري في تلك المرحلة من التاريخ الفنزويلي.

### الاستقلال والقرن التاسع عشر
استقلت البلاد في سنة 1830 م، وذلك بعد أن انفصلت عن جمهورية كولومبيا الكبرى، والتي تكونت سنة 1821 م، وقاد سيمون دي بوليفار حروب الاستقلال في بلاده فنزويلا التي اعترفت بالجميل، فكان اسمها الرسمي جمهورية فنزويلا البوليفارية، وأطلقت اسمه على عملتها الرسمية وعلى أهم الشوارع والميادين والجامعات والمدارس والصروح الثقافية والعلمية بمدنها المختلفة، كما نُصِّبت تماثيله في كل مكان.
أنهت حقبةَ الاستعمار الإسباني التي بدأت عام 1520 ثورة سيمون بوليفار عام 1821 التي أعلنت قيام كولومبيا الكبرى المكونة من كولومبيا والإكوادور، قبل أن تعلن فنزويلا قيامها دولةً مستقلةً عام 1830 على مساحة من الأرض تبلغ حوالي المليون كيلومترا مربعا، تقع على الساحل الشمالي لأميركا الجنوبية، حيث تلتقي القارة الأميركية بالبحر الكاريبي.
بعد حصولها على الاستقلال عام 1811 بعد حروب التحرير الدامية التي خاضها المحرر سيمون دي بوليفار خلال القرن التاسع عشر، وما أعقبها بعد ذلك من دكتاتوريات عسكرية، انتقلت فنزويلا مثل غيرها من بقية أراضي أمريكا اللاتينية من الخضوع المباشر للإمبراطورية الإسبانية إلى الخضوع غير المباشر لها، وكأن شيئاً لم يكن، حيث تولت السلطة طبقة مكونة من البيض المنتمين إلى أوروبا بشكل عام أو من يطبقون عليهم هناك اسم «الكيوريوس» المنتمين إلى إسبانيا باعتبارهم يحملون وراثة الدم والعرق، أما الشعوب الأصلية لتلك البلاد فقد عاشوا ولا يزالون في تجمعات منعزلة بعيدا على ضفاف الأنهار أو في أعماق الغابات.

### ثروة النفط
بعد ظهور البترول في مناطق شمال شرق فنزويلا قام النظام الديمقراطي الذي يعتمد على حزبين رئيسيين حكما البلاد بالتبادل في ما بينهما منذ العام 1952، ولكن هذين الحزبين عملا خلال ما يزيد عن أربعين عاما على إبقاء حالة من القمع والفساد القائمة قبل وصول الديمقراطية، وتقاسم الحزبان الحكم ومعه عوائد البترول وتخزينها في البنوك الأميركية والسويسرية، في حين بقي الشعب في معظمه يعيش في حالة الفقر المدقع، فقد ظلت فنزويلا رغم عوائد البترول الضخمة تفتقر إلى الخدمات الأساسية من صحة وتعليم وطرق ومياه عذبة وكهرباء، رغم أنها تعتبر ثالث دولة منتجة للنفط ورابع دولة مصدرة له، حتى آخر حكومة تقليدية قبل انتخابات العام 1998 التي جاءت بالكولونيل هوغو تشافيز لتمثل 80% من مجموع السكان البالغ عددهم 24 مليون نسمة.

### حُكام فنزويلا

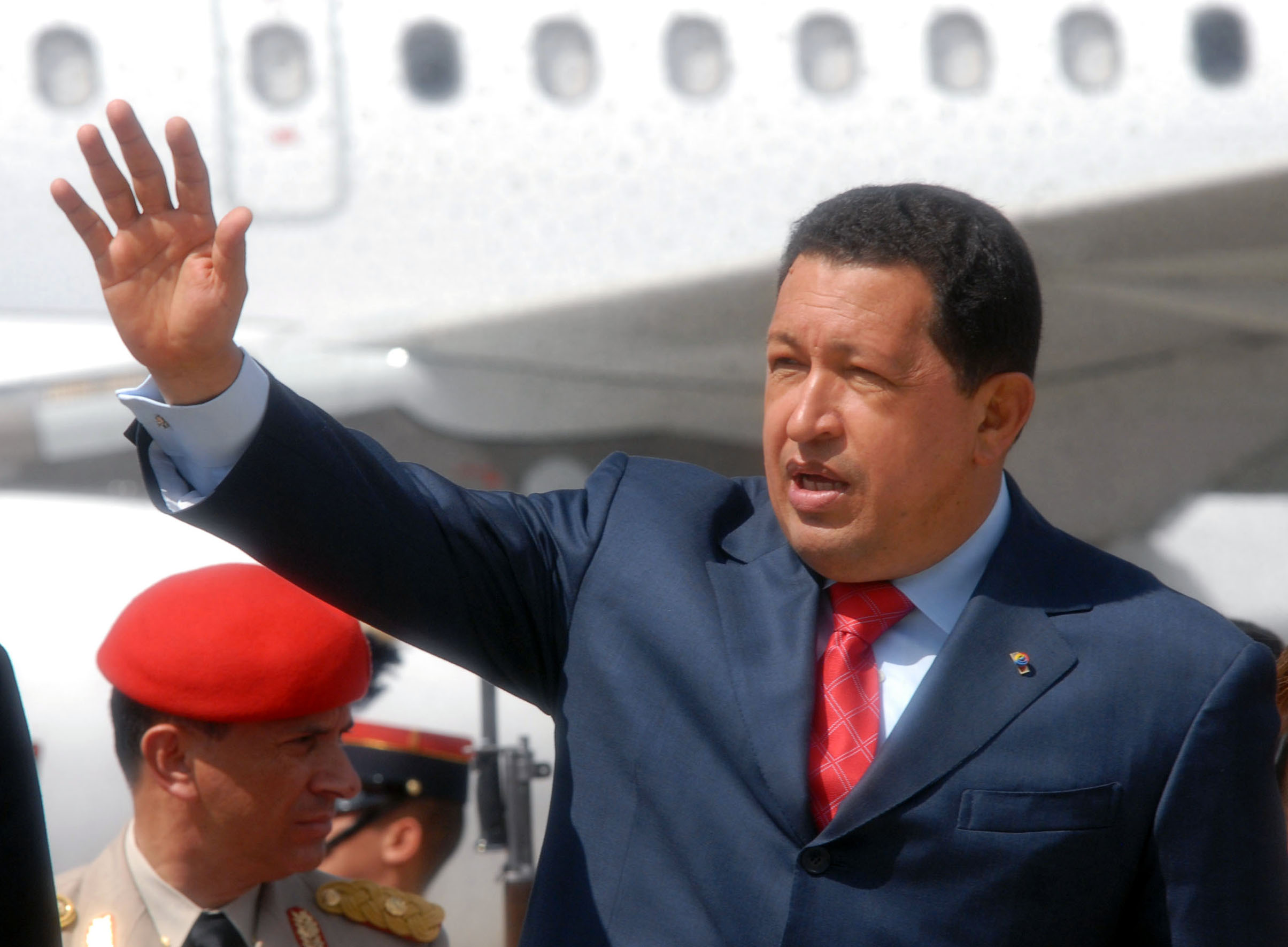
هوغو شافيز في، الرئيس في الفترة من 1999 حتى وفاته 2013.

انتخب هوغو تشافيز رئيسا في عام 1998، وإطلاق اللاحقة من «الثورة البوليفارية»، بدءا من الجمعية التأسيسية عام 1999 لكتابة دستور جديد من فنزويلا.
في أبريل 2002، أُطيح بشافيز لفترة وجيزة من السلطة. الفنزويلي الانقلاب محاولة المظاهرات الشعبية التالية المعارضين له، ولكن أُعيد إلى السلطة بعد يومين نتيجة لمظاهرات شعبية من قِبل أنصاره والإجراءات التي قام بها الجيش.
وظل شافيز أيضا في السلطة بعد إضراب وطني شامل دام أكثر من شهرين من ديسمبر 2002 إلى فبراير 2003، بما في ذلك ضربة / تأمين في شركة النفط الحكومية حصة. أنتجت الإضراب التفكك الاقتصادي الشديد، مع الناتج المحلي الإجمالي للبلاد تراجع بنسبة 27% خلال الأشهر الأربعة الأولى من عام 2003، ويشطب من صناعة النفط $ 13.3 بن أدى هروب رأس المال قبل وأثناء الإضراب إلى إعادة فرض ضوابط العملة (الذي كان ألغيت في عام 1989)، التي تديرها وكالة CADIVI. في العقد اللاحقة اضطرت الحكومة إلى عدة تخفيض قيمة العملة. فعلت هذه تخفيضات القليل لتحسين أوضاع الشعب الفنزويلي الذين يعتمدون على المنتجات المستوردة أو المنتجة محليا المنتجات التي تعتمد على المدخلات المستوردة في حين الدولار المقومة حساب مبيعات النفط بالنسبة للغالبية العظمى من صادرات فنزويلا.
نجا شافيز من عدة اختبارات سياسية أخرى، بما في ذلك استفتاء أغسطس 2004، انتخب لولاية ثانية في ديسمبر 2006 وأعيد انتخابه لفترة رئاسية ثالثة في أكتوبر 2012. ومع ذلك، كان اليمين الدستورية أبدا في لفترة ثالثة له، ويرجع ذلك إلى مضاعفات طبية. توفي شافيز في 5 مارس 2013 بعد معركة ما يقرب من عامين مع مرض السرطان. وكانت الانتخابات الرئاسية التي جرت في الأحد، 14 أبريل، 2013، للمرة الأولى منذ تولى شافيز السلطة في عام 1999 والذي لم يظهر اسمه على الاقتراع.
نيكولاس مادورو هو رئيس فنزويلا منذ 14 أبريل 2013، بعد فوزه في الانتخابات الرئاسية الثانية بعد وفاة شافيز، مع 50,61% من الأصوات ضد مرشح المعارضة هنريك Capriles Radonski الذي كان قد جمع 49,12% من الأصوات. الوحدة الديمقراطي المائدة المستديرة (كارتل المعارضة الحكومة) المتنازع عليها تعيينه باعتباره انتهاكا للدستور. ومع ذلك، فإن المحكمة العليا في فنزويلا قواعد (TSJ) أنه بموجب الدستور الفنزويلي، نيكولاس مادورو هو رئيس جمهورية فنزويلا البوليفارية وتم استثمارها على هذا النحو من قبل الكونغرس الفنزويلي (المعنية ناسيونال).

## الجغرافيا
تنقسم فنزويلا إلى أربعة أقسام هي:

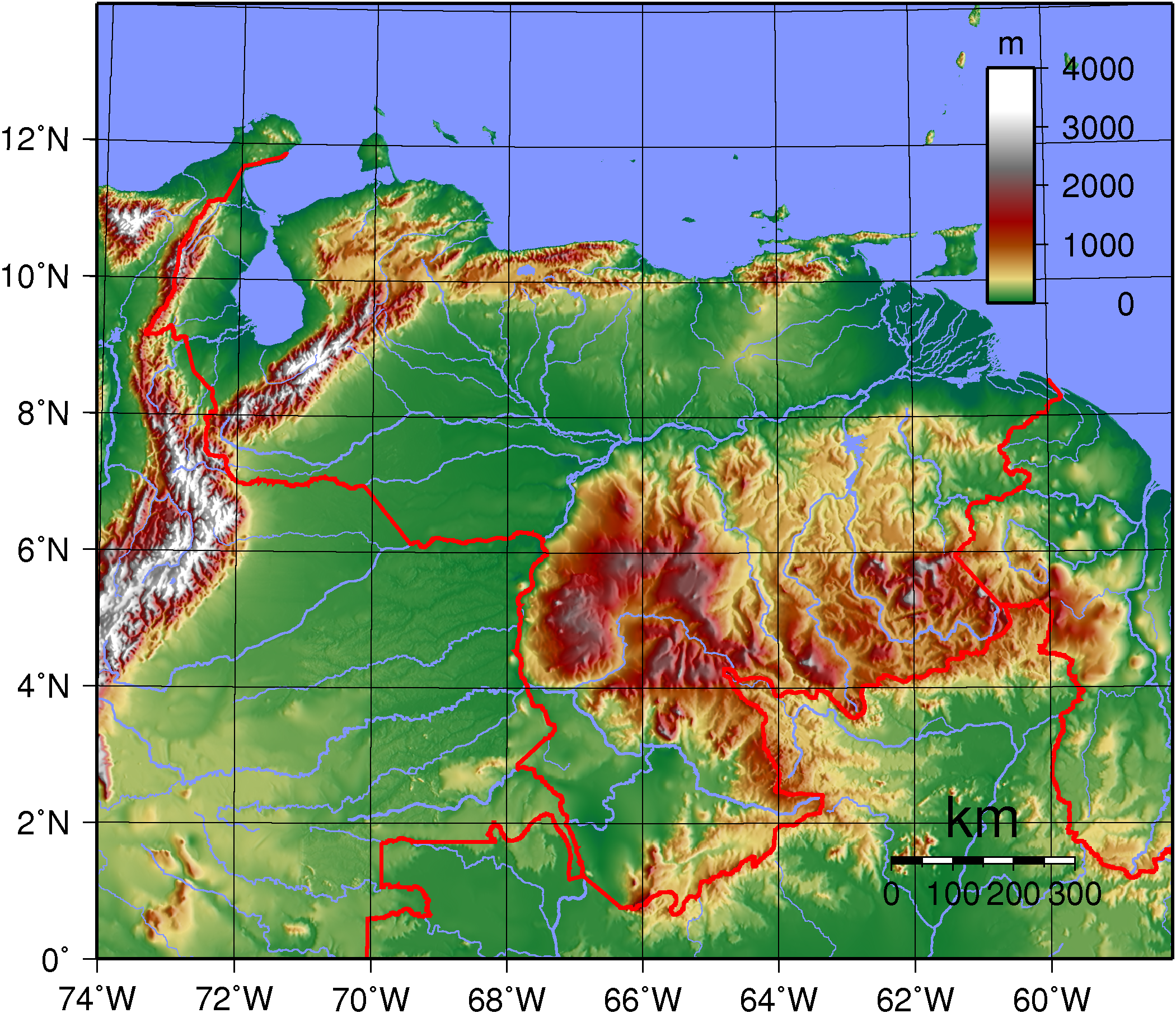
خريطة طبوغرافية من فنزويلا

1. الأراضي الساحلية في الشمال حول خليج فنزويلا وبحيرة مراكيو، ثم السهول الساحلية ودلتا نهر أورينكو.
2. جبال فنزويلا وتشكل قوساً كبيراً من الأراضي المرتفعة حول السهول الساحلية ويتجمع فيها معظم السكان.
3. سهول نهر أورينكو، وتعرف بسهول اللانوس، أي إقليم الحشائش المدارية، وهو أهم أنهار فنزويلا وطوله (1700ميل) وينحدر واديه نحو الشمال،
4. مرتفعات جويانا في الجنوب الشرقي، وتنحدر هذه المرتفعات نحو الشمال، وأعلى جبالها يصل إلى 2740 متراً.

### المناخ

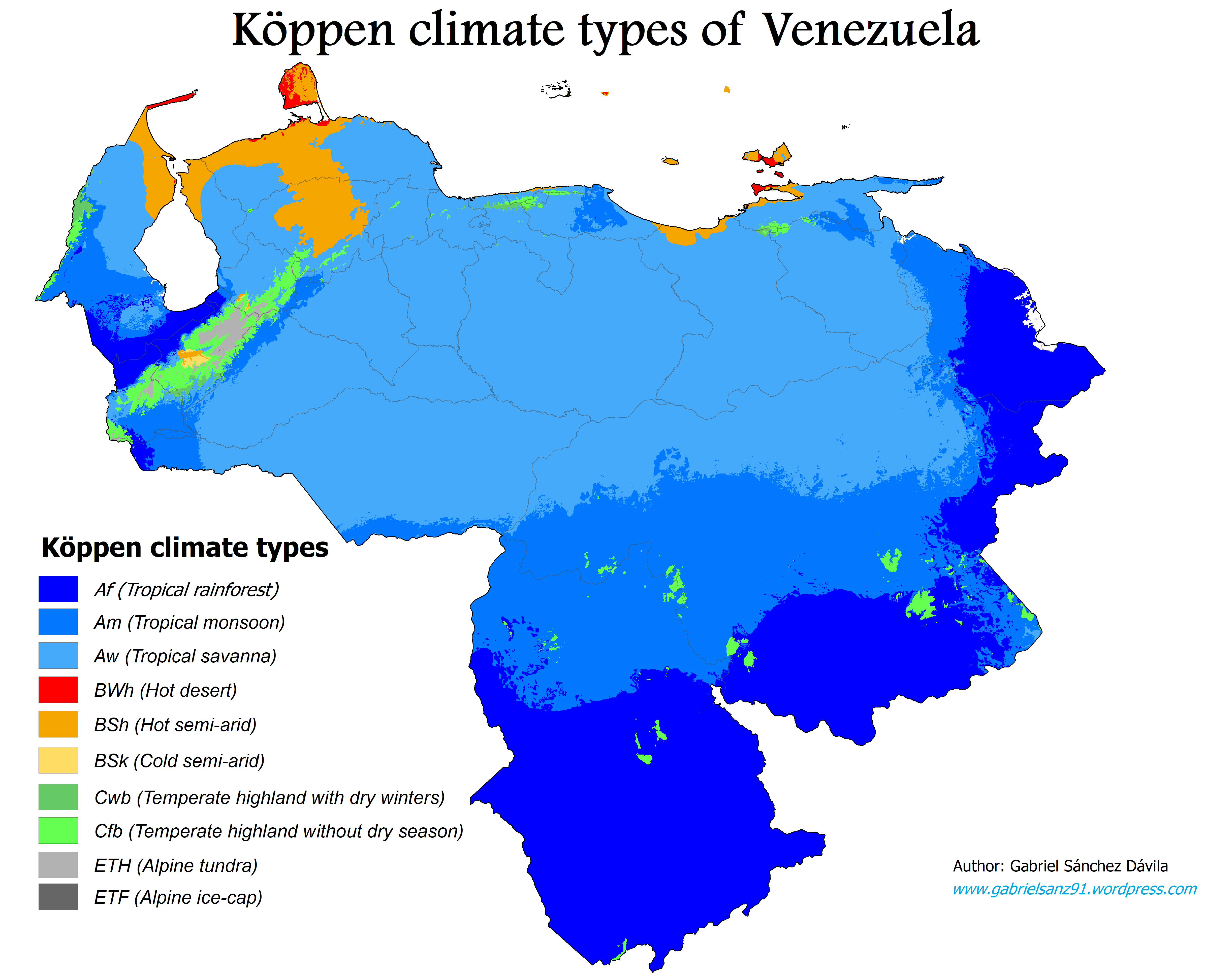
خريطة تصنيف كوبن للمناخ في فنزويلا.

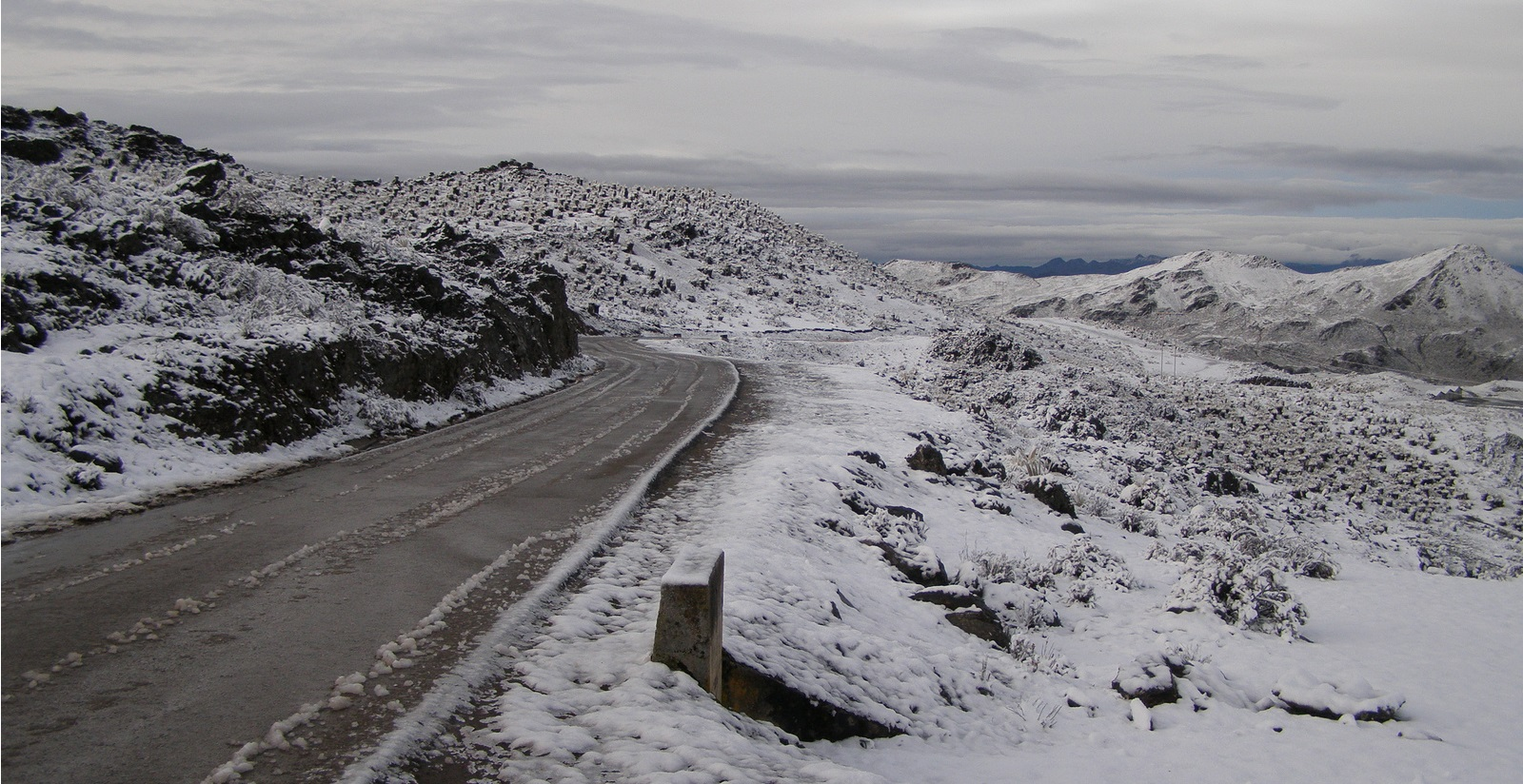
سييرا نيفادا دي ميريدا

تنعكس ظروف موقعها وأحوال تضاريسها على مناخها، فرغم كونها بلداً مدارياً إلا أنها تتسم بالتباين في أحوالها المناخية، فيوجد بها طراز مداري رطب، ويتمثل هذا النمط في الأراضي المنخفضة حول سواحلها، وفي سهولها، وأمطار هذا الطراز وفيرة، وهناك طراز معتدل يسود المرتفعات، تنخفض حرارته، ويسقط عليه أمطار غزيرة في فصل الصيف، وهناك الإقليم البارد، ويسود فوق قمم الجبال وتنخفض حرارته وتصيب البلاد بعامة أمطار غزيرة.

### التنوع البيولوجي

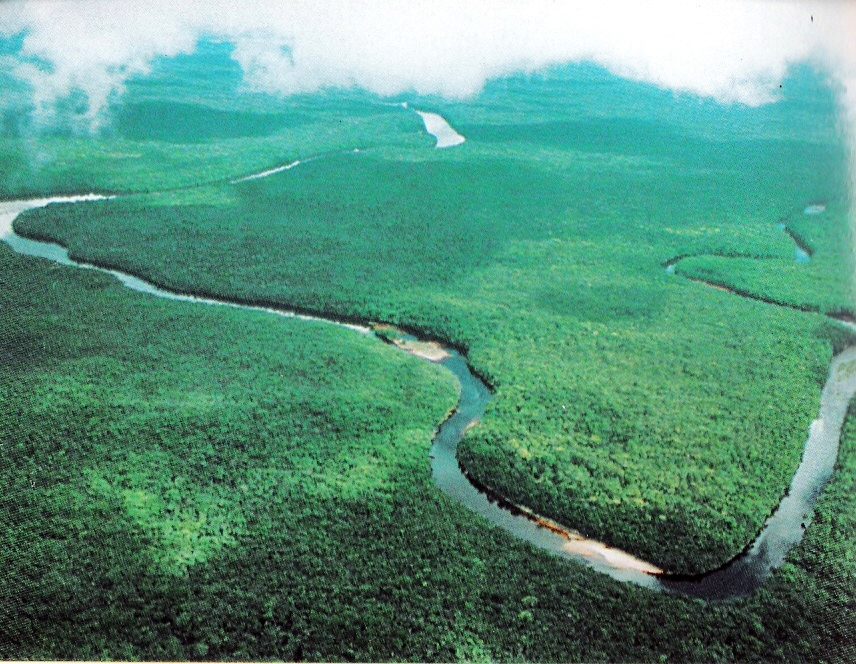
في دلتا نهر أورينوكو

فنزويلا يكمن داخل المملكة البيئية Neotropic؛ غطيت أجزاء واسعة من البلاد الأصلية كتبت بواسطة الغابات ذات الأوراق العريضة رطبة. واحد من سبعة عشر بلدا الشديدة التباين مجموعة الموائل فنزويلا من جبال الأنديز في الغرب إلى حوض غابات الأمازون المطيرة في الجنوب، عبر واسعة يانوس السهول وساحل الكاريبي في الوسط ودلتا نهر أورينوكو في شرق البلاد. وهي تشمل سباسب الشجيرات في أقصى الشمال الغربي وغابات المانغروف الساحلية في شمال شرق البلاد. لها الغابات السحابية والأراضي المنخفضة الغابات المطيرة غنية بشكل خاص.
الحيوانات من فنزويلا متنوعة وتشمل خروف البحر، كسل ثلاثة الأصابع، كسل اثنين من الأصابع، والأمازون الدلافين النهر، والتماسيح أورينوكو، التي تم الإبلاغ عن أن تصل إلى 6.6 متر (22 قدم) في الطول. فنزويلا تستضيف ما مجموعه 1,417 نوعا من الطيور، 48 منها متوطنة. طيور أبو منجل هامة تشمل، طيور الشماط، الرفراف، و تروبيلي الفنزويلي الأصفر والبرتقالي، والطيور الوطنية. وتشمل الثدييات الملحوظة في آكل النمل العملاق، وجاغوار، وكابيبارا، أكبر القوارض في العالم. تم العثور على أكثر من نصف أنواع الطيور والثدييات الفنزويلي في غابات الأمازون إلى الجنوب من أورينوكو.
للفطريات، وقدمت حساب عن طريق R.W.G. دينيس التي تم رقمنتها وجعل السجلات المتاحة على الخط كجزء من قاعدة البيانات Robigalia Cybertruffle. ويشمل هذا بيانات ما يقرب من 3,900 نوع من الفطريات المسجلة من فنزويلا، ولكن لا يزال بعيدا عن الاكتمال، وأنه من المرجح أن العدد الإجمالي الحقيقي للأنواع الفطرية المعروفة بالفعل من فنزويلا هو أعلى. العدد الإجمالي الحقيقي للأنواع الفطرية التي تحدث في فنزويلا، بما في ذلك الأنواع لم تسجل بعد، ومن المرجح أن يكون أعلى من ذلك بكثير، نظراً للتقدير المقبول عموما أن حوالي 7% فقط من جميع الفطريات في جميع أنحاء العالم حتى الآن قد اكتشفت.

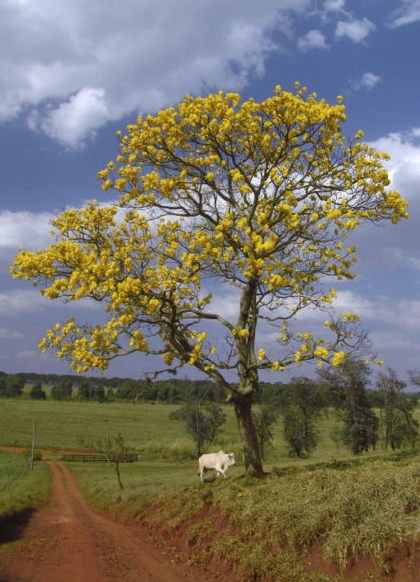
اشجار البوداركو (اشجار البوداركو)، شجرة وطنية في فنزويلا.

بين النباتات من فنزويلا، أكثر من 25,000 نوع من السحلبيات وجدت في سحابة الغابات في البلاد والنظم الإيكولوجية الغابات المطيرة المنخفضة. وتشمل هذه theflor.de مايو السحلية (كاتليا mossiae)، والزهرة الوطنية. شجرة وطنية في فنزويلا هو araguaney، الذي أدى بعد موسم الأمطار الروائي رومولو غاليغوس إلى تسميته الخضرة سمة [L] ل بريمافيرا دي أورو دي لوس araguaneyes (الربيع الذهبي لل araguaneyes).
فنزويلا هي من بين أعلى عشرين دولة من حيث التوطن. ومن بين حيواناتها، و 23% من الزواحف و 50% من البرمائيات المتوطنة. على الرغم من أن كمية المعلومات المتاحة لا يزال صغيرا جدا، وهو أول جهد لديه بذلت ل تقدير عدد من الأنواع الفطرية المستوطنة في فنزويلا: تم التعرف على 1334 نوع من الفطريات مبدئيا كما المتوطنة ممكن من البلاد بعض 38% من الأنواع النباتية أكثر من 21,000 معروف من فنزويلا هي فريدة من نوعها لهذا البلد

### التقسيم الإداري

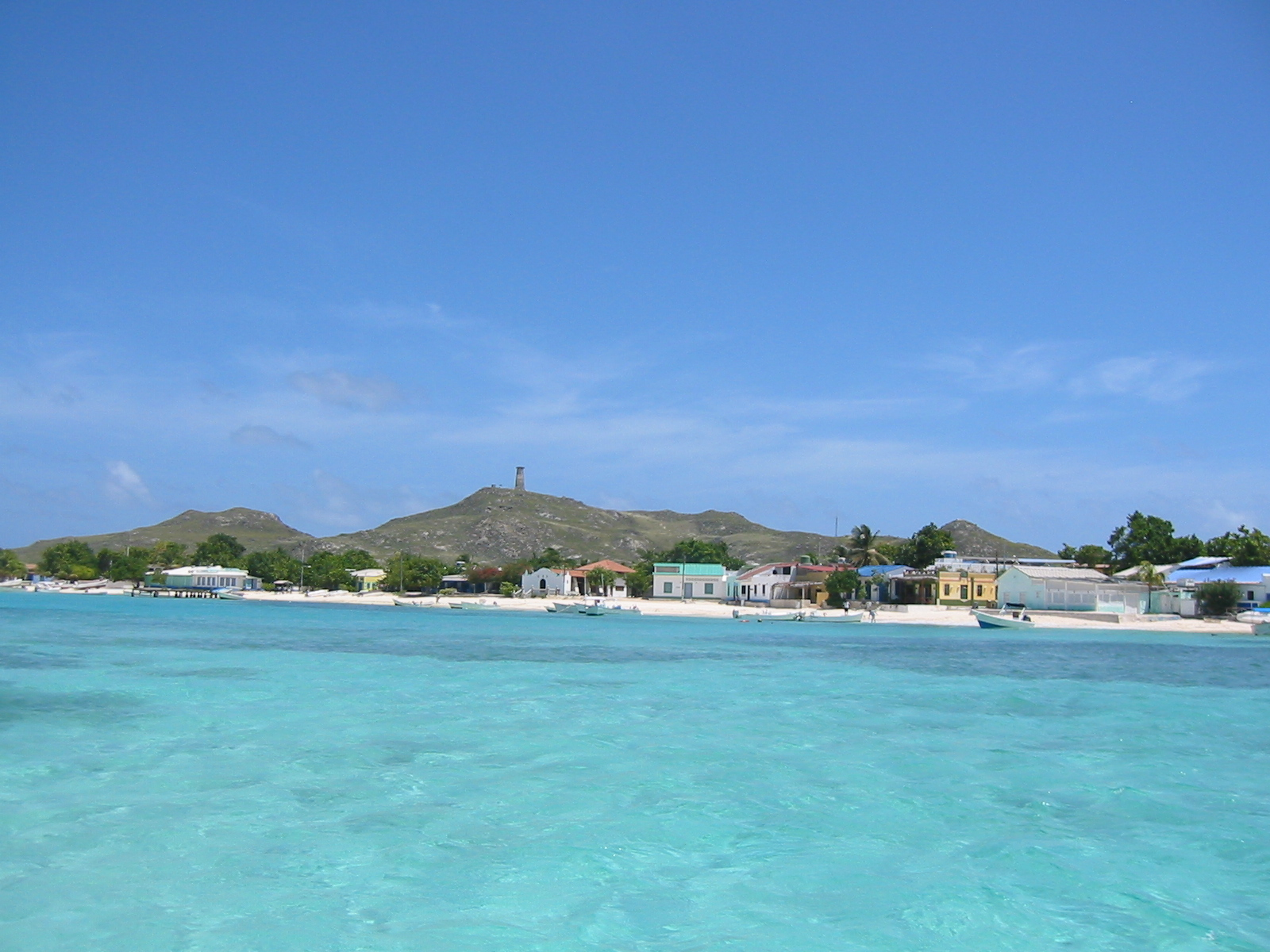
أرخبيل لوس روكه

فنزويلا دولة فدرالية تتكون من 23 ولاية (estados) وضاحية عاصمة (Distrito Capital) وتبعيات فيدرالية (Dependencias Federales) تتكون هذه التبعيات من عدد كبير من الجزر. وكذلك تطالب فنزويلا بأراضي غيانا إسكويبا والتي تتكون من 6 ضواحي في دولة غيانا المستقلة. وتعتبر الولايات المستوى الإداري الأول وفي المستوى الثاني تنقسم الولايات إلى بلديات (Municipality) ويبلغ عددها 335 بلدية.
قبل الحرب الفيدرالية كانت فنزويلا مقسمة إلى محافظات بدلاً من ولايات. وكان المقرر من المنتصر في هذه الحرب أن يعطي الولايات إستقلالية أكبر ولكن لم تطبق هذه الاستقلالية. من عام 1863 إلى أوائل القرن العشرين كان هناك عدة تغيرات في الأراضي وتشمل اندماج وانقسام الولايات ومن بداية عقد التسعينات من هذا القرن لم تتغير هذه الولايات. وشمل هذه الولايات ولاية غوزمان بلانكو (1873-1889). في 1881 ولاية ميراندا وولاية غواريكو وولاية نيفا إسبارتا وإدارة فارغاس من الضاحية الفدرالية اندمجت جميعاً لتكون ولاية أرغوا. وكان هذا جزء من إعادة تنظيم الأراضي لتقلصيها إلى 9 بدلاً من 20 ولاية، وتم تعديله في 1901. بداية التسعينات شهدت إنشاء ثلاث ولايات ولاية دلتا أماكورو (1991) وأمازوناس (1994) وفارغاس (1998).
| العلم | الولاية             | العاصمة              | تعداد السكان (تعداد 2011) | المساحة (كم²) |
| ----- | ------------------- | -------------------- | ------------------------- | ------------- |
|       | ولاية أمازوناس      | بورتو أياكوتشو       | 146,480                   | 180,145       |
|       | ولاية أنزواتغي      | برشلونة              | 1,469,747                 | 43,300        |
|       | ولاية أبوري         | سان‌ فرناندو دي أبوري | 459,025                   | 76,500        |
|       | ولاية أراغوا        | ماراكاي              | 1,630,308                 | 7,014         |
|       | ولاية باريناس       | باريناس              | 816,264                   | 35,200        |
|       | ولاية بوليفار       | بوليفار              | 1,410,964                 | 238,000       |
|       | ولاية كارابوبو      | بلنسية               | 2,245,744                 | 4,650         |
|       | ولاية كوخديس        | سان كارلوس           | 323,165                   | 14,800        |
|       | ولاية دلتا أماكورو  | تكوبيتا              | 167,676                   | 40,200        |
|       | ولاية فالكون        | كورو                 | 902,847                   | 24,800        |
|       | ولاية غواريكو       | سان خوان ديلوس موروس | 747,739                   | 64,986        |
|       | ولاية لارا          | باركيسيميتو          | 1,774,867                 | 19,800        |
|       | ولاية ماردة         | ماردة                | 828,592                   | 11,300        |
|       | ولاية ميرندا        | لوس تيكيس            | 2,675,165                 | 7,950         |
|       | ولاية موناغاس       | ماتورين              | 905,443                   | 28,930        |
|       | ولاية نويفا أسبارتا | لا أسونسيون          | 491,610                   | 1,150         |
|       | ولاية بورتوغيزا     | غواناري              | 876,496                   | 15,200        |
|       | ولاية سوكري         | كومانا               | 896,291                   | 11,800        |
|       | ولاية تاتشيرا       | سان كريستوبال        | 1,168,908                 | 11,100        |
|       | ولاية ترجالة        | ترجالة (فنزويلا)     | 686,367                   | 7,400         |
|       | ولاية فارغاس        | لا غويرا             | 352,920                   | 1,496         |
|       | ولاية ياراكوي       | سان فيليبه           | 600,852                   | 7,100         |
|       | ولاية زوليا         | ماراكايبو            | 3,704,404                 | 63,100        |

| العلم | المنطقة            | العاصمة  | التعداد السكاني (تعداد 2011) | المساحة (كم²) |
| ----- | ------------------ | -------- | ---------------------------- | ------------- |
|       | ضاحية العاصمة      | كاراكاس  | 1,943,901                    | 433           |
|       | التبعيات الفدرالية | لوس روكس | 2,155                        | 342           |

## الاقتصاد

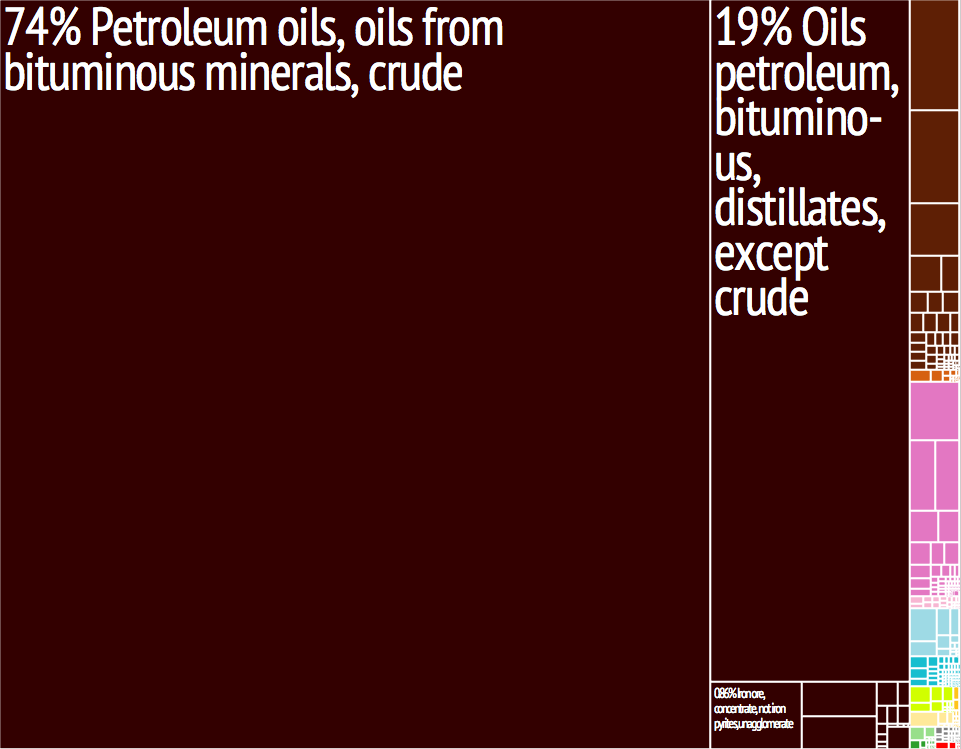
تصوير بياني لصادرات المنتجات فنزويلا في 28 فئات مرمزة.

البنك المركزي الفنزويلي هو المسؤول عن تطوير السياسة النقدية لعملة البوليفار الفنزويلي.
في المقام الأول تتم طباعة العملة على ورقة وزعت في جميع أنحاء البلاد. رئيس البنك المركزي فنزويلا حاليا يودومار توفار، الذي يشغل أيضا منصب ممثل البلاد في صندوق النقد الدولي. وفقا لمؤسسة التراث وصحيفة وول ستريت جورنال، وتملك فنزويلا أضعف حقوق الملكية في العالم، وسجل 5.0 فقط على مقياس من 100، ونزع الملكية دون تعويض ليس من غير المألوف. فنزويلا لديها اقتصاد مختلط التي تهيمن عليها صناعة البترول، كيو حسابات لحوالي ثلث إجمالي الناتج المحلي، وحوالي 80% من الصادرات، وأكثر من نصف عائدات الحكومة. وكان نصيب الفرد من الناتج المحلي الإجمالي لعام (2009) 13,000 دولار أمريكي، لتحتل المرتبة 85 في العالم. فنزويلا لدى البنزين الأقل كلفة في العالم لأن أسعار المستهلك من البنزين المدعم.
أكثر من 60% من احتياطيات فنزويلا العالمية في الذهب، ثماني مرات أكثر من المعدل للمنطقة. يقع معظم الذهب في فنزويلا التي تعقد في الخارج في لندن. في 25 نوفمبر 2011 وهو الأول من 11 مليار دولار أمريكي من العائدين سبائك الذهب وصل في كاراكاس، دعا هوغو تشافيز إعادة الذهب لخطوة «السيادية» والتي تساعد على حماية الاحتياطيات الأجنبية للبلاد من الاضطرابات في الولايات المتحدة وأوروبا. ومع ذلك عاد سياسات الحكومة بسرعة قضى على هذا الذهب وعام 2013 اضطرت الحكومة إلى إضافة احتياطيات الدولار من الشركات المملوكة للدولة لتلك التي للبنك الوطني من أجل طمأنة أسواق السندات الدولية.
تصنيع ساهم 17% من الناتج المحلي الإجمالي في عام 2006. فنزويلا بتصنيع وتصدير منتجات الصناعة الثقيلة: مثل الصلب والألمنيوم والإسمنت، وإنتاج تتركز حول سيوداد غوايانا، بالقرب من سد غوري، واحدة من أكبر الشركات في العالم، وتمدها بنحو ثلاثة أرباع الكهرباء في فنزويلا. تصنيع ملحوظة أخرى تشمل الإلكترونيات والسيارات، وكذلك المشروبات، والمواد الغذائية. الزراعة في فنزويلا يمثل حوالي 3% من الناتج المحلي الإجمالي، و 10% من قوة العمل، وما لا يقل عن ربع مساحة اليابسة في فنزويلا. صادرات الأرز، والذرة، والأسماك، والفاكهة الاستوائية، والبن، ولحم البقر، ولحم الخنزير. البلاد ليست مكتفية ذاتيًا في معظم مناطق الزراعة. في عام 2012، كان إجمالي استهلاك المواد الغذائية أكثر من 26 مليون طن متري، أي بزيادة قدرها 94.8% عن عام 2003.
منذ اكتشاف النفط في أوائل القرن 20، كانت فنزويلا واحدة من أكبر المصدرين في العالم الرائدة في مجال النفط، وأنه هو عضو مؤسس في أوبك. سابقا مصدر المتخلفة من السلع الزراعية: مثل البن والكاكاو والنفط سرعان ما جاءت لتهيمن على صادرات والإيرادات الحكومية. وفرة النفط 1980 أدى إلى أزمة الديون الخارجية، والأزمة الاقتصادية المستمرة منذ فترة طويلة، كيو شهد ذروة التضخم عند 100% في عام 1996، وارتفاع معدلات الفقر إلى 66% في عام 1995 كما (بحلول عام 1998) انخفض نصيب الفرد من الناتج المحلي الإجمالي إلى نفس مستوى عام 1963، بانخفاض بلغ الثلث عما الذروة عام 1978. في 1990 كما شهد فنزويلا تعاني من الأزمات المصرفية الكبرى في عام 1994. عزز انتعاش أسعار النفط بعد عام 2001 الاقتصاد الفنزويلي والإنفاق الاجتماعي الميسر. في عام 2003 حكومة هوغو تشافيز نفذت عملة رأس المال بعد التحكم في الرحلة يؤدي إلى انخفاض قيمة العملة. هذا يؤدي إلى تطوير السوق الموازية من الدولارات في السنوات اللاحقة مع سعر الصرف الرسمي تتراوح حاليا 6 مرات في ظل أسعار في السوق السوداء للدولار. شهدت تداعيات الأزمة المالية العالمية لعام 2008 والركود الاقتصادي من جديد.
مع البرامج الاجتماعية: مثل البعثات البوليفارية، جعلت فنزويلا التقدم في مجال التنمية الاجتماعية في عقد 2000، وبخاصة في مجالات: مثل الصحة، والتعليم، والفقر. تم تسريع العديد من السياسات الاجتماعية من خلال شافيز وإدارته تتبعها الأهداف الإنمائية للألفية، ثمانية أهداف أن فنزويلا ودول أخرى 188 المتفق عليها في سبتمبر 2000. ومن المتوقع أن فنزويلا سوف تلبي جميع الأهداف الثمانية قبل الموعد المحدد عام 2015.

### البترول والموارد الأخرى

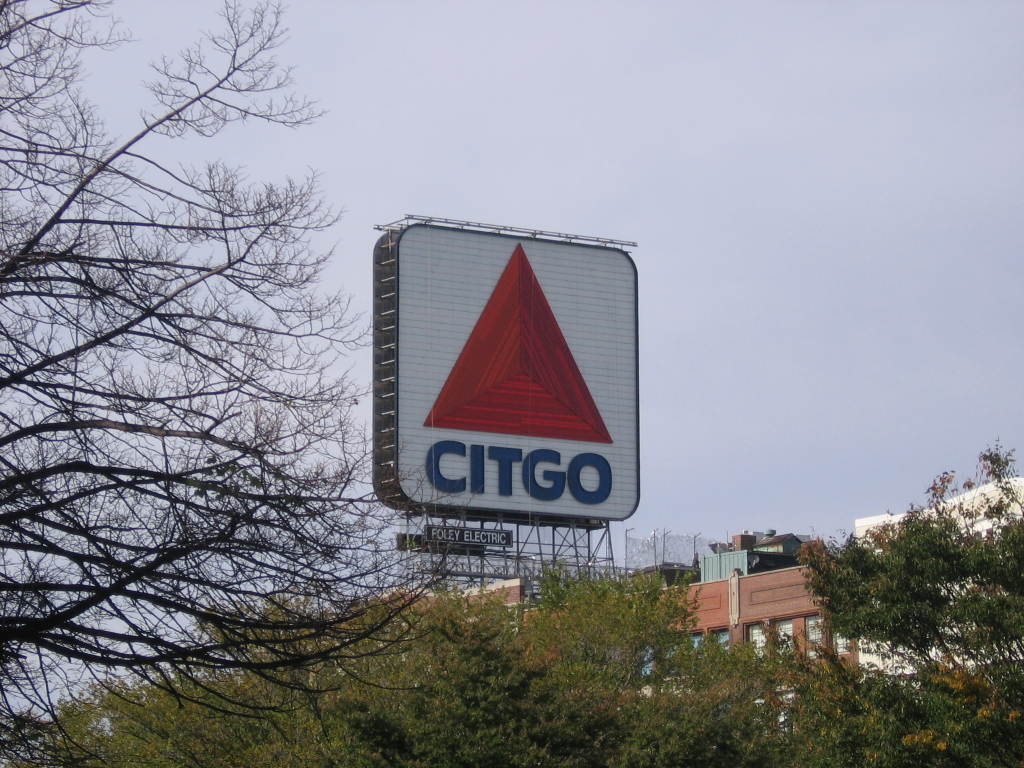
الفنزويلية PDVSA منتج للنفط تمتلك بالكامل في مقرها الولايات المتحدة الفرعية، سيتغو وتعزو نسبة كبيرة من ثروتها لمبيعات النفط من الولايات المتحدة

فنزويلا لديها بعض من أكبر احتياطيات النفط والغاز الطبيعي في العالم، وتحتل المرتبة باستمرار العالم ومن بين أكبر عشر دول منتجة للنفط الخام. بالمقارنة مع العام السابق ثبت 40.4% أخرى في احتياطيات النفط الخام في عام 2010، السماح لفنزويلا تفوق المملكة العربية السعودية باعتبارها الدولة التي تمتلك أكبر احتياطي من هذا النوع. تقع الودائع النفط الرئيسي في البلاد حول وتحت بحيرة ماراكايبو وخليج فنزويلا (سواء في زوليا)، وفي حوض نهر أورينوكو (شرق فنزويلا)، حيث يقع أكبر احتياطي في البلاد. وإلى جانب أكبر احتياطيات النفط التقليدي وثاني أكبر احتياطيات من الغاز الطبيعي في نصف الكرة الغربي، وتملك فنزويلا احتياطيات النفط غير التقليدية (النفط الخام الثقيل والقار ورمال القطران) مساويا تقريبا لاحتياطيات في العالم من النفط التقليدي. صناعة الكهرباء في فنزويلا هي واحدة من الدول القليلة في الاعتماد أساساً على الطاقة المائية، ويشمل سد غوري، واحدة من أكبر الشركات في العالم.
في النصف الأول من القرن 20، كانت شركات النفط الأمريكية متورطة بشدة فيها فنزويلا، والمهتمين في البداية فقط في شراء الامتيازات وفي عام 1943 أدخلت الحكومة الجديدة انقسام بنسبة 50/50 في الأرباح بين الحكومة وصناعة النفط. في عام 1960، مع حكومة ديمقراطية المثبتة حديثا، أدى الهيدروكربونات وزير خوان بابلو بيريز ألفونسو إنشاء أوبك ومجموعة من الأندية القطرية المنتجة للنفط التي تهدف إلى دعم أسعار النفط.
في عام 1973 صوتت فنزويلا لتأميم الصناعة النفطية صريح، يسري في 1 يناير عام 1976، مع بتروليوس دي فنزويلا (PDVSA) تولّى وترأس عدداً من الشركات القابضة، في السنوات اللاحقة، التي بنيت فنزويلا التكرير واسعة ونظام التسويق في الولايات المتحدة وأوروبا في 1990 أصبح أكثر PDVSA مستقلة عن الحكومة وترأس فتحة (الافتتاحية) الذي دعا في الاستثمار الأجنبي. تحت هوغو تشافيز وضعت قانون صدر عام 2001 قيودا على الاستثمار الأجنبي.
لعبت شركة النفط الحكومية الفنزويلية دورًا رئيسيًا في ديسمبر 2002 - فبراير 2003 إضراب وطني سعى إلي استقالة الرئيس شافيز. إيقاف المديرين والفنيين المهرة الذين يتقاضون أجورا مرتفعة من شركة النفط الوطنية الفنزويلية أسفل النباتات وتركوا مواقعهم، وبعض التقارير تخريب المعدات، وإنتاج النفط والتكرير من قبل شركة النفط الوطنية الفنزويلية توقفت تقريبا. تم إعادة تشغيل أنشطة في نهاية المطاف ببطء من خلال العودة وعمال النفط بديلاً. ونتيجة للإضراب، تم فصل حوالي 40% من القوى العاملة في الشركة (حوالي 18,000 عامل) ل «التقصير في أداء الواجب» أثناء الإضراب.

### النقل والمواصلات

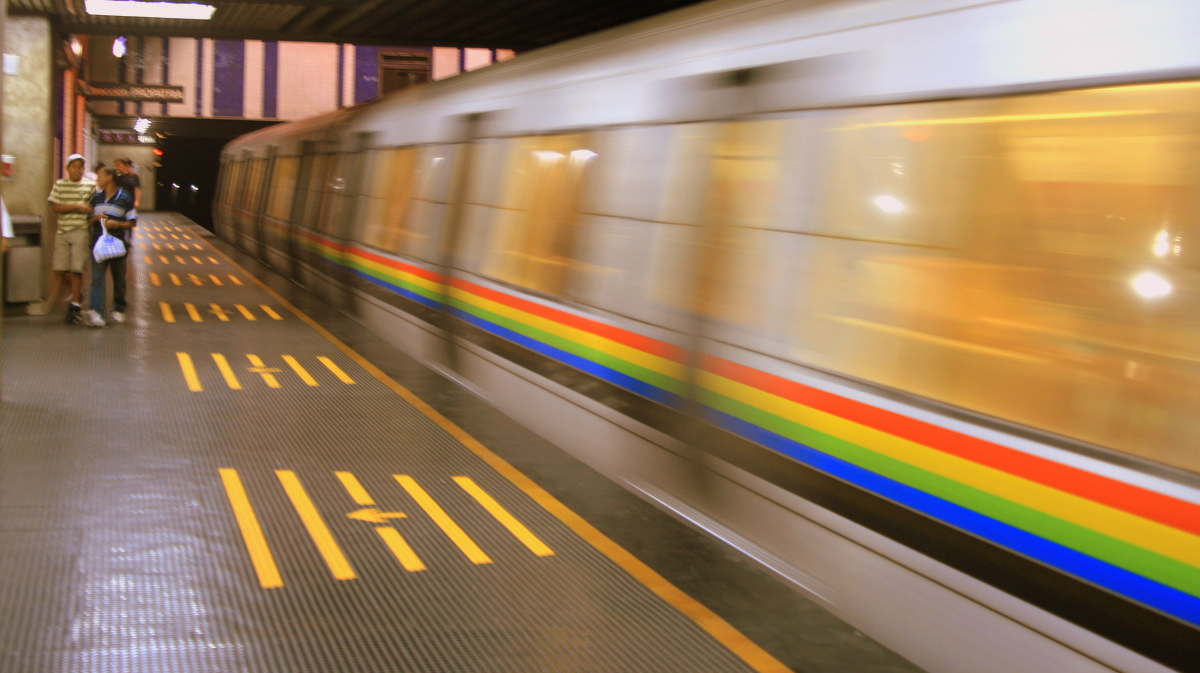
مترو كراكاس

يتم توصيل فنزويلا للعالم في المقام الأول عن طريق الجو (تشمل مطارات فنزويلا مطار سيمون بوليفار الدولي في ميكويتيا، قريبة من كاراكاس ومطار لا تشينيتا الدولي بالقرب من ماراكايبو) والبحر (مع الموانئ الرئيسية هي في لا جويرا، ماراكايبو وبويرتو كابيلو). في الجنوب والشرق والمنطقة غابات الامازون المطيرة يقتصر النقل عبر الحدود، في الغرب، هناك الحدود الجبلية لأكثر من 2,213 كيلومترًا (1,375 ميل) المشتركة مع كولومبيا. نهر أورينوكو للملاحة بواسطة السفن العابرة للمحيطات تصل إلى 400 كيلومترًا (250 ميل) الداخلية، ويربط المدينة الصناعية الكبرى من سيوداد غوايانا إلى المحيط الأطلسي.
فنزويلا لديها محدودة نظام السكك الحديدية الوطنية، كيو لا يوجد لديه اتصالات السكك الحديدية نشطة لبلدان أخرى؛ حكومة هوغو شافيز قد استثمرت بشكل كبير في زيادة ذلك [بحاجة لمصدر] العديد من المدن الكبرى لديها أنظمة المترو، ومترو كراكاس ظلت تعمل منذ عام 1983. فتحت مترو ماراكايبو وفالنسيا مترو في الآونة الأخيرة. فنزويلا لديها شبكة الطرق ما يقرب من 100,000 كيلومتر (62,000 ميل) في الطول، ووضع البلاد حول 45 في العالم؛ حوالي ثلث الطرق المعبدة.

## السياسة والحكومة

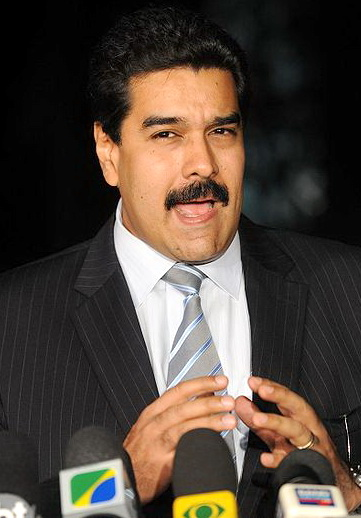
نيكولاس مادورو، الرئيس الحالي

بعد سقوط ماركوس بيريز خيمينيز في عام 1958، سيطر السياسة الفنزويلية من الطريق الثالث المسيحي COPEI الديمقراطية ويسار الوسط العمل (AD) الحزبين الديمقراطي الاشتراكي الديمقراطي، تمت صياغة هذا النظام يتألف من حزبين من قبل ترتيب puntofijismo. أدت الأزمات الاقتصادية في 1980 و 1990 إلى أزمة سياسية، ورأى فيها مئات القتلى في أعمال الشغب ضربة كركاس لعام 1989، واثنين من الانقلابات الشروع في عام 1992، وإقالة الرئيس كارلوس أندريس بيريز بتهمة الفساد في عام 1993. ورأى انهيار في الثقة في الأحزاب القائمة انتخابات 1998 من هوغو تشافيز، الذي قاد أول انقلاب 1992 ويحاول، وإطلاق «الثورة البوليفارية»، بدءاً من الجمعية التأسيسية عام 1999 لكتابة دستور جديد لفنزويلا.
محاولات المعارضة للإطاحة تشافيز وشملت 2002 الفنزويلي محاولة الانقلاب، والفنزويلي الإضراب العام لفترة السنتين 2002 - 2003، والاستفتاء الفنزويلي، عام 2004، وكلها باءت بالفشل. شافيز أعيد انتخابه في ديسمبر كانون الأول عام 2006، ولكن تعرض لهزيمة كبيرة في عام 2007 مع رفض ضيقة من الاستفتاء على الدستور الفنزويلي، 2007، كيو عرضت المفضل زيارتها اثنين من الحزم من الإصلاحات الدستورية الرامية إلى تعميق الثورة البوليفارية.

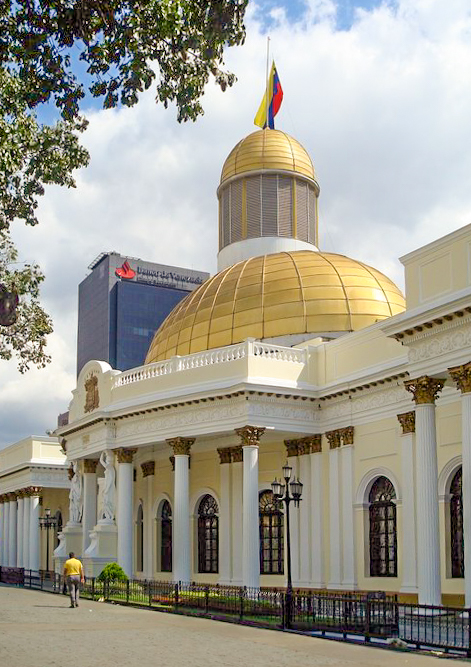
الجمعية الوطنية.

هناك حاليا كتلتين رئيستين من الأحزاب السياسية في فنزويلا: اليساري كتلة الحزب الحاكم الاشتراكي الموحد لفنزويلا (الحزب الاشتراكي الموحد)، حلفائها الرئيسية الوطن للجميع (PPT) والحزب الشيوعي الفنزويلي (PCV)، وكتلة المعارضة مجمعة في والتحالف الانتخابي ميسا دي لا الوحدة الديمقراطي. وهذا يشمل عصر جديد (UNT) جنبا إلى جنب مع الحلفاء أطراف المشروع فنزويلا، العدل أولا، الحركة من أجل الاشتراكية (MAS) وغيرها. توفي هوغو تشافيز، الشخصية المركزية الفنزويلية من المشهد السياسي منذ انتخابه لرئاسة في عام 1998 كشركة دخيل السياسية، في منصبه في أوائل عام 2013، وخلفه نيكولاس مادورو (في البداية كرئيس مؤقت، قبل ان يفوز بفارق ضئيل في الانتخابات الرئاسية الفنزويلية 2013).
يتم انتخاب الرئيس الفنزويلي بتصويت، مع بالاقتراع العام والمباشر، وعلى حد سواء رئيس الدولة ورئيس الحكومة. ومدة العضوية ست سنوات، و (اعتباراً من 15 فبراير 2009) رئيس يعاد انتخابه قد يكون عدد غير محدود من المرات. يعين الرئيس نائب الرئيس وتقرر حجم وتكوين مجلس الوزراء ويجعل التعيينات في ذلك مع إشراك السلطة التشريعية. ويمكن للرئيس طلب الهيئة التشريعية لإعادة النظر في أجزاء من القوانين يجد اعتراض، ولكن أغلبية برلمانية بسيطة يمكن تجاوز هذه الاعتراضات.

### العلاقات الخارجية

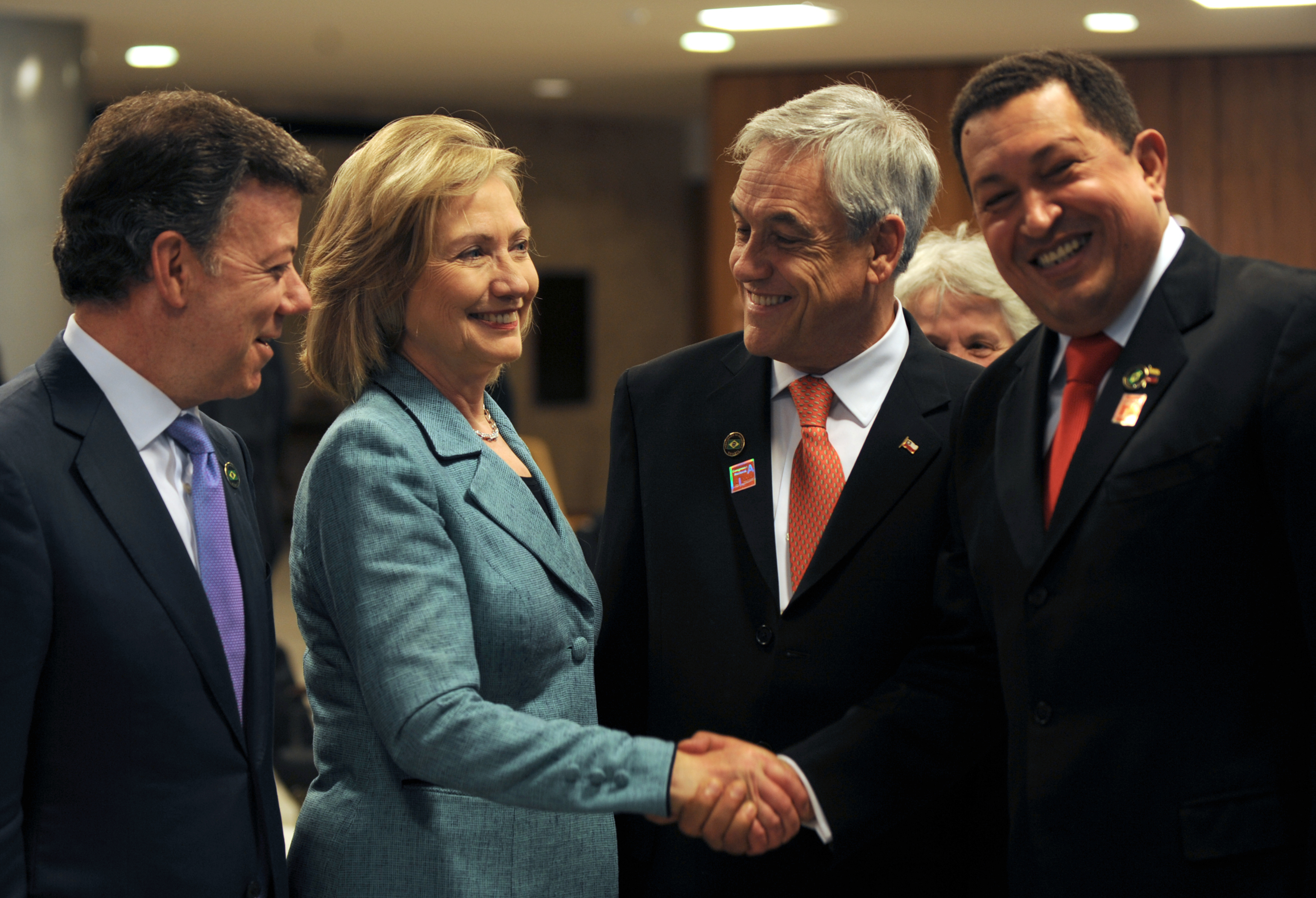
شافيز يلتقي هيلاري كلينتون في 1 كانون الثاني 2011، برازيليا

طوال معظم القرن 20، واصلت فنزويلا علاقات ودية مع معظم دول أمريكا اللاتينية والغربية. العلاقات بين فنزويلا وحكومة الولايات المتحدة تفاقمت في عام 2002، بعد عام 2002 الفنزويلي الانقلاب محاولة خلالها اعترفت الحكومة الأمريكية الرئاسة المؤقتة قصيرة الأجل من بيدرو كارمونا. في المقابل، عززت علاقاتها مع مختلف دول الشرق الأوسط لا المتحالفة مع الولايات المتحدة الأمريكية اللاتينية والكاريبي.
فنزويلا تسعى التكامل في نصف الكرة البديلة من خلال تلك المقترحات بوصفها البديل البوليفاري لل أمريكتين واقتراح التجارة الأمريكية شبكة تلفزيون تيليسور عموم اللاتينية التي أطلقت حديثا. فنزويلا هي واحدة من الدول الست في العالم، جنبا إلى جنب مع روسيا ونيكاراغوا، وناورو، وفانواتو، وتوفالو، قد اعترفت باستقلال أبخازيا وأوسيتيا الجنوبية. وكان من دعاة فنزويلا من قرار منظمة الدول الأمريكية لاعتماد اتفاقية لمكافحة الفساد لها، وتعمل بنشاط في ميركوسور التجارية لدفع زيادة التجارة والتكامل في مجال الطاقة. على الصعيد العالمي، وهي تسعى إلى عالم «متعدد الأقطاب» بالاستناد إلى تعزيز العلاقات بين دول العالم الثالث.

### الدستور
دستور جمهورية فنزويلا البوليفارية هو الدستور الحالي والسادسة والعشرين من فنزويلا. تم صياغته في منتصف عام 1999 من قبل الجمعية الدستورية التي تم إنشاؤها بواسطة استفتاء شعبي. اعتمدت في ديسمبر كانون الأول عام 1999، محل دستور 1961 - أطول خدمة في تاريخ فنزويلا. تمت ترقيته في المقام الأول من قبل الرئيس السابق لفنزويلا، هوغو شافيز والدعم القوي الذي تتلقاه بعد ذلك من مختلف القطاعات، بما في ذلك الشخصيات المتورطة في إصدار دستور عام 1961 مثل لويس ميكويلينا وكارلوس أندريس بيريز. شافيز وأنصاره (أنصار تشافيز) الرجوع إلى وثيقة 1999 بوصفه «كونستيتسيون البوليفارية» («الدستور البوليفاري») لأنهم يؤكدون أن ذلك هو سليل فكريا من التفكير والفلسفة السياسية من سيمون بوليفار.
كان دستور 1999 أول دستور وافق عليه استفتاء شعبي في تاريخ فنزويلا، وافتتح محاكمة ما يسمى ب «الجمهورية الخامسة» في فنزويلا بسبب التغيرات الاجتماعية والاقتصادية تنبأ في صفحاتها، فضلًا عن تغيير رسمي في اسم فنزويلا من ريبوبليكا دي فنزويلا («جمهورية فنزويلا») إلى ريبوبليكا البوليفارية لفنزويلا («جمهورية فنزويلا البوليفارية»). يتم إجراء تغييرات رئيسية في هيكل الحكومة ومسؤوليات فنزويلا، في حين مجسدة عددا أكبر بكثير من حقوق الإنسان في وثيقة كما هو مكفول لجميع الفنزويليين - بما في ذلك التعليم المجاني حتى المستوى الجامعي، والرعاية الصحية ذات جودة مجانا، والحصول على بيئة نظيفة، حق الأقليات (الشعوب الأصلية وخاصة) لدعم ثقافتهم التقليدية، والأديان، واللغات، وغيرها. دستور 1999، مع 350 مقالات، هو من بين أطول، أكثر تعقيدا، وأشمل الدساتير في العالم.

### القانون والجريمة
الفساد في فنزويلا مرتفع حسب المعايير العالمية، وكان ذلك لفترة طويلة من القرن 20. وكان اكتشاف النفط تفاقم الفساد السياسي وبحلول أواخر 1970، ووصف خوان بابلو بيريز ألفونسو من النفط بأنها «براز الشيطان» قد أصبح التعبير الشائع في فنزويلا. فنزويلا قد صنفت كواحدة من أكثر بدأت الدول فساداً في مؤشر مدركات الفساد منذ المسح في عام 1995. الترتيب 2010 وضع فنزويلا في عدد 164، من أصل 178 بلداً في المرتبة.
فنزويلا هي طريق هام لتهريب المخدرات، مع الكوكايين الكولومبي وغيرها من المخدرات العابرة فنزويلا تجاه الولايات المتحدة وأوروبا. فنزويلا تحتل المرتبة الرابعة في العالم للمضبوطات الكوكايين، خلف كولومبيا والولايات المتحدة، وبنما. وفي عام 2006 تأسست الوكالة الحكومية لمكافحة تجارة المخدرات غير المشروعة في فنزويلا، ONA، في مكتب نائب رئيس البلاد.
في عام 2009، بلغ معدل القتل حوالي 57 لكل 100,000، واحدة من أعلى المعدلات في العالم، بعد أن ثلاثة أضعاف في العقد الماضي (وفقًا لمجلة الإيكونوميست). العاصمة كراكاس لديها ثاني معدل أعظم القتل من أي مدينة كبيرة في العالم، مع 92 جريمة قتل لكل 100,000 من السكان. كانت هناك 118541 جرائم القتل في فنزويلا بين عامي 1999 و 2010. وفي عام 2008، أشارت استطلاعات الرأي أن الجريمة رقم واحد قلق الناخبين.
الحكومة مؤخراً إلى إنشاء قوة أمنية اسمها الشرطة الوطنية البوليفارية، التي خفضت معدلات الجريمة في المناطق التي تنتشر فيها حتى الآن، والتجريبية الجديدة جامعة الأمن.
هناك ما يقرب من 33 سجون تحتجز نحو 50,000 سجين. وهي تشمل؛. ش روديو خارج كراكاس، سجن ياري في ولاية شمال ميراندا، والعديد غيرها. هي مكتظة بشدة نظام السجون في فنزويلا؛ منشآتها لديهم القدرة على السجناء فقط 14,000.

### القوات المسلحة

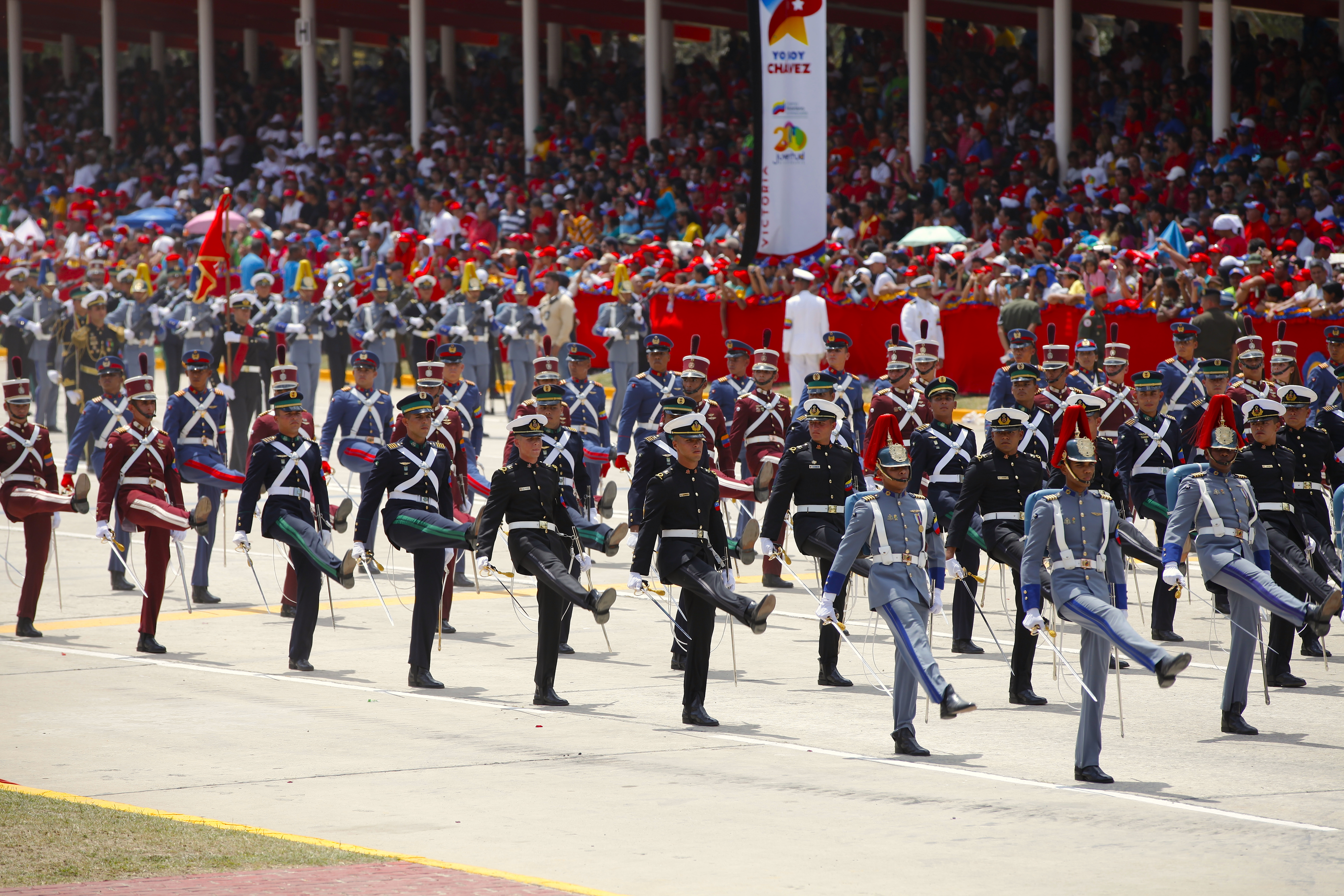
طائرة سوخوي سو-30 MKV تابعة للقوات الجوية الفنزويلية

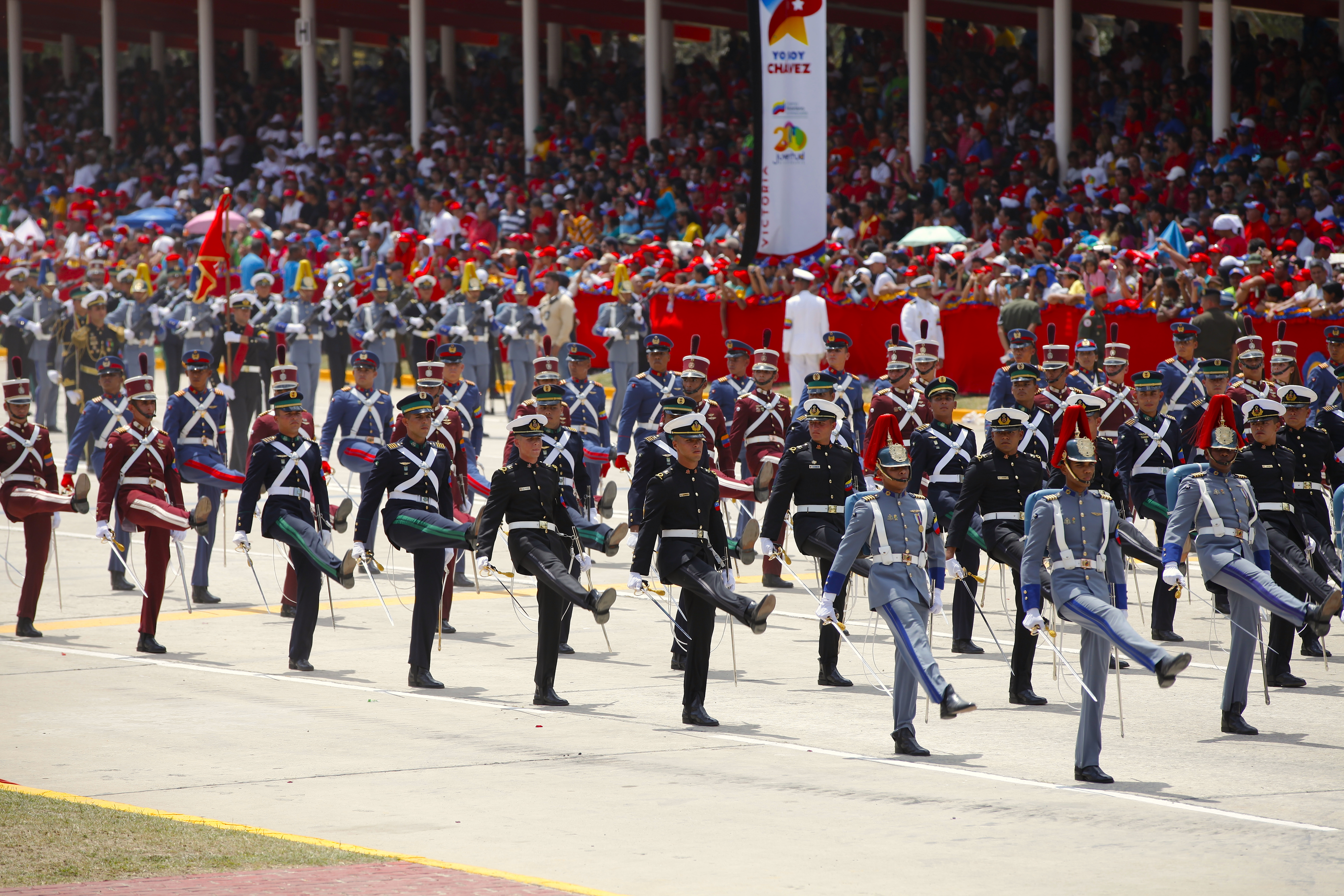

القوات المسلحة الوطنية البوليفارية لجمهورية فنزويلا البوليفارية (Fuerza Armada Nacional Bolivariana، FANB) هي القوات العسكرية موحدة الشاملة من فنزويلا، وهي تضم أكثر من 320150 من الرجال والنساء، وبموجب المادة 328 من الدستور، في خمسة مكونات برية وبحرية وجوية، مكونات القوات المسلحة الوطنية البوليفارية هي: الجيش الفنزويلي، والبحرية الفنزويلية، سلاح الجو الفنزويلي، الحرس الوطني الفنزويلي، وميليشيا الوطني الفنزويلي.
اعتبارا من عام 2008، وأدرجت على 600,000 جندي إلى مزيد من فرع جديد، والمعروفة باسم مجلس الاحتياطي المسلحة. رئيس فنزويلا هو القائد العام للقوات المسلحة من القوات المسلحة الوطنية، الأدوار الرئيسية للقوات المسلحة هي الدفاع عن الأراضي الخاضعة لسيادة الوطنية في فنزويلا، المجال الجوي والجزر، ومكافحة الاتجار غير المشروع بالمخدرات، للبحث والإنقاذ وفي حالة وقوع كارثة طبيعية، والحماية المدنية. جميع المواطنين الذكور من فنزويلا واجب دستوري للتسجيل في الخدمة العسكرية في سن ال 18، وهو سن الرشد في فنزويلا.
ووصلت أولى المساعدات الأمريكية في 13 يناير 1944، وقام الأمريكيين بعمل تقييم لموجودات السلاح الجوي لفنزويلا فوجدوه يعاني من تدهور شديد نتيجة نقص قطع الغيار بسبب الحرب العالمية الثانية، فتم إعادة تنظيم فرع الطيران العسكري بحيث يتبع وزارة الطيران، وفي 22 يونيو 1946 وصل إلى سدة الحكم حكومة عسكرية بعد اضطربات 18 أكتوبر 1945 وقاموا بإعلان القانون 319 الذي ينص على تأسيس الذراع الجوية للجيش ومساواة رتب ضباطه بباقي فروع الجيش الفنزويلي، وفي 10 أكتوبر 1947 وقع وزير الدفاع المرسوم رقم 342 الذي أعاد تنظيم سلاح الجو الفنزويلي حسب التركيب الحالي له.
وفي عقد الستينيات، بدأت عملية إعادة انتشار وتركز القوات الجوية، وهو ما أدى إلى تنشيط القواعد الجوية، مثل قاعدة النقيب جيل في باركيسيميتو والتي أنشأت عام 1964 + قاعدة الجنرال فرانسيسكو دي ميراندا في كاراكاس التي أنشأت عام 1966 وغيرها، وتم إتخاذ قاعدة الجنرال فرانسيسكو دي ميراندا رسميا في 5 ديسمبر 1970 كمقر وقاعدة رئيسية للسلاح الجوي الفنزويلي.
وكانت أولى المقاتلات التي حصلت عليها فنزويلا Venom البريطانية + Vampire البريطانية + F-86 الأمريكية، وكان سرب القاذفات الفنزويلي يتكون من B-25 Mitchell، وفي السبعينيات والثمانييات زادت القدرة المالية لفنزويلا نتيجة زيادة أسعار النفط، هذه الزيادة مكنتها من إعادة بناء الدولة.
وخلال تلك الفترة، كان لدى فنزويلا خليط من عدة طرازات مختلفة من الطائرات، Mirage3 النسخة E + V وVF-5 Freedom Fighte و T-2D و OV-10 وT-27، ومن الجدير بالذكر ان فنزويلا كانت من أولى الدول التي تم تصدير طائرة F-16 حيث وصلت عام 1983 وتمركزت في قاعدة El Libertador الجوية.
وفي عام 1990 وقامت بتطوير طائرتها من طراز ميراج، وترقية الطائرة CF-5 بمساعدة سنغافورية، ولتعزيز أسطول فنزويلا من المروحيات امتلكت فنزويلا المروحيتيتن Bell 214 +412 بالإضافة إلى المروحية الفرنسية Super Puma، وبالنسية للنقل التكتيكي امتلكت فنزويلا الطائرة Aeritalia G-222 واشترت 20 طائرة من نوع Falcon +Gulfstream III للنقل الخاص.
وقامت الولايات المتحدة بمنع إسرائيل من عقد صفقة مقترحة مع فنزويلا لتطوير سربها من الـF-16، وفي 29 مارس 2005 أعلنت كل من إسبانيا وفنزويلا عن صفقة بقيمة 1.3 مليار يورو لشراء فرقاطات وسفن لخفر السواحل + بعض الطائرات، واقتنت فنزويلا 24 طائرة تدريب طراز Tucano والتي احتاجت البرازيل إلى الموافقة الأمريكية قبل الموافقة على الصفقة.
وفي 26 سبتمبر 2006 أعلنت روسيا عن صفقة ضخمة مع فنزويلا تقدر قيمتها بـ 3.7 مليار دولار، تحصل بموجبها فنزويلا على 58 مروحية من طرازات Mi-17Hip + Mi-35M Hind + Mi + Mi-26T Havoc، وكجزء من الصفقة ستمتلك فنزويلا 24 طائرة روسية متعددة المهام طراز Su-30MK، وتم تسليم مقاتلتين منهم في 2006 والباقي سيتم تسليمهم بنهاية العام الحالي، وتجري فنزويلا مفاوضات مع روسيا للحصول على العملاق Su-35.
المروحيات.
- 1/ 8 مروحيات فرنسية طراز Eurocopter Super Puma.[88]
- 2/ 4 مروحيات فرنسية طراز Eurocopter Cougar.
- 3/ 58 مروحية روسية من الطراز MI.
- 4/ 10 مروحيات فرنسية هجومية نوع SA-316 Aluette III.
- 5/ 12 طائرة فرنسية نوع UH-1DIroquois بالإضافة إلى 5 مروحيات فرنسية نوع UH-1HIroquois.

===طائرات التدريب===
- 1/ 12 طائرة أمريكية للتدريب الأساسي طراز Cessna 182.
- 2/ 24 طائرة صينية للتدريب تحت الطلب طراز Hongdu JL-8.
- 3/ 32 طائرة برازيلية طراز Embraer EMB 312 Tucano.
- 4/ 12 طائرة إيطالية للتدريب متقدم طراز Aermacchi SF.260.

طائرات النقل
- 1/ 1 طائرة أوروبية طراز Airbus A319 للنقل.[90]
- 2/ 5 طائرات أمريكية طراز Beechcraft Super King Air.
- 3/ 7 طائرات أمريكية طراز Fairchild Swearingen Metroliner.[91]
- 4/ 8 طائرات أمريكية Boeing منها 7 طراز 707 و 1 طراز 737.[92]
- 5/ 5 طائرات أمريكية طراز Cessna Citation 500/550 + 1 طائرة نقل خاص VIP طراز Cessna Citation X.[93]
- 6/ 5 طائرات أمريكية للنقل طراز C-130 تنظيم سلاح الجو الفنزويلي.
- في عام 1990 كان سلاح الجو الفنزويلي يتكون من 5000 فرد، معظمهم من المتطوعين، وينقسم إلى 3 أقسام، قسم للمقاتلات وقسم للنقل والإمداد وقسم للتدريب، ويشغل سلاح الجو الفنزويلي 7 قواعد جوية رئيسة + عدد من المطارات الثانوية.

الطائرات المقاتلة
- 1/ 24 طائرة روسية متعددة المهام طراز Su-30MK2.[94]
- 2/ 21 طائرة أمريكية طراز F-16، 10 منها فقط في الخدمة نظراُ لقلة قطع الغيار.
- 3/ 18 طائرة كندية طراز CF-5[95]
- 4/ 5 طائرات فرنسية طراز Dassault Mirage 50، من المقرر إخراجها من الخدمة.
- 5/ 7 طائرات أمريكية طراز OV-10 Bronco للهجوم الخفيف والمراقبة

### محاولة إنقلابية على السلطة 2019
في يوم الأربعاء 23 يناير 2019، أعلن خوان غوايدو، رئيس البرلمان الفنزويلي الذي تسيطر عليه المعارضة، نفسه رئيساً بالوكالة للبلاد، أمام عشرات آلاف المؤيدين الذين تجمعوا في كاراكاس احتجاجاً على الرئيس نيكولاس مادورو. وأعلن الرئيس الأميركي دونالد ترامب الاعتراف بالمعارض خوان غوايدو، رئيس البرلمان الفنزويلي الذي تسيطر عليه المعارضة، «رئيساً بالوكالة» بعد وقت قصير من إعلان الأخير ذلك أمام الآلاف من مؤيديه في كاراكاس.
وبدوره هنّأ لويس ألماغرو، الأمين العام لمنظمة الدول الأميركية ومقرها واشنطن، وفي الوقت نفسه، أمرت المحكمة العليا الفنزويلية، وهي أعلى سلطة قضائية في البلاد وتتألف من قضاة يعتبرون مؤيدين للنظام، بإجراء تحقيق جنائي ضد نواب البرلمان، متهمة إياهم بمصادرة صلاحيات الرئيس مادورو.
في 24 يناير 2019 أعلن وزير الدفاع الفنزويلي فلاديمير بادرينو، أن الجيش يرفض إعلان رئيس البرلمان خوان غوايدو نفسه رئيساً بالوكالة لفنزويلا.
قُتل 13 شخصًا خلال يومين من الاحتجاجات المناهضة للحكومة في فنزويلا.
وقال المرصد الفنزويلي للنزاعات الاجتماعية المعارض للرئيس الفنزويلي نيكولاس مادورو، إن هؤلاء القتلى، الذين قضوا بغالبيتهم بسلاح ناري، سقطوا في العاصمة كاراكاس ومناطق أخرى من البلاد.
وقد تظاهر عشرات الآلاف من معارضي ومؤيدي الرئيس الفنزويلي نيكولاس مادورو في كاراكاس، في أول تحركات في الشوارع بعد عمليات التعبئة العنيفة التي شهدها عام 2017 وأودت بحياة نحو 125 شخصاً.

## التركيبة السكانية
| التركيب العنصري والعرقي في فنزويلا (2011 التعداد) | التركيب العنصري والعرقي في فنزويلا (2011 التعداد) | التركيب العنصري والعرقي في فنزويلا (2011 التعداد) | التركيب العنصري والعرقي في فنزويلا (2011 التعداد) | التركيب العنصري والعرقي في فنزويلا (2011 التعداد) |
| ------------------------------------------------- | ------------------------------------------------- | ------------------------------------------------- | ------------------------------------------------- | ------------------------------------------------- |
| العرق / العرق                                     |                                                   |                                                   |                                                   |                                                   |
| المولدين                                          | المولدين                                          |                                                   | 49.9%                                             | 49.9%                                             |
| البيض                                             | البيض                                             |                                                   | 42.2%                                             | 42.2%                                             |
| السود                                             | السود                                             |                                                   | 2.8%                                              | 2.8%                                              |
| المنحدرين من أصل أفريقي                           | المنحدرين من أصل أفريقي                           |                                                   | 0.7%                                              | 0.7%                                              |
| الشعوب الأصلية                                    | الشعوب الأصلية                                    |                                                   | 0.7%                                              | 0.7%                                              |
| أجناس أخرى                                        | أجناس أخرى                                        |                                                   | 1.1%                                              | 1.1%                                              |

فنزويلا هي من بين البلدان الأكثر تحضراً في أمريكا اللاتينية؛ يعيش الغالبية العظمى من الفنزويليين في مدن الشمال، وخاصة في العاصمة كاراكاس، وهي أيضًا أكبر مدينة. حوالي 93% من السكان يعيشون في المناطق الحضرية في شمال فنزويلا؛ 73% يعيشون بأقل من 100 كيلومتر (62 ميل) من الساحل. على الرغم من أن ما يقرب من نصف مساحة الأراضي في فنزويلا تقع إلى الجنوب من نهر أورينوكو، 5% فقط من الفنزويليين يعيشون هناك. أكبر وأهم مدينة جنوب أورينوكو هو سيوداد غوايانا، والتي هي سادس المجتمعات الحضرية الأكثر سكانًا. وتشمل المدن الرئيسية الأخرى باركيسيميتو، فالنسيا، ماراكاي، ماراكايبو، ميريدا، سان كريستوبال وبرشلونة بويرتو لا كروز.

### المجموعات العرقية

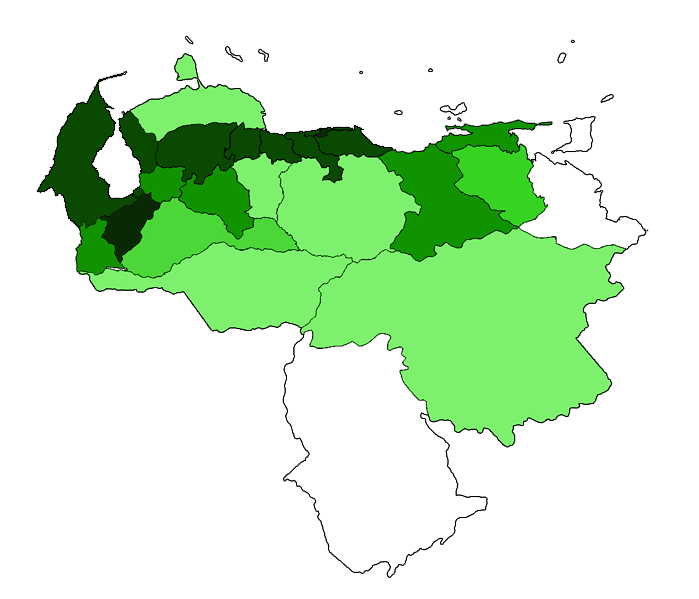
الإيطالية الفنزويليين في فنزويلا. مجالات التركيز من الإيطاليين المهاجرين في فنزويلا.

يتكوّن شعب فنزويلا من مجموعة متنوعة من التراث. وتشير التقديرات إلى أن الغالبية العظمى من السكان من المولدين، أو والتراث العرقي المختلط.
ومع ذلك، في تعداد 2011، الذي طلب من الفنزويليين للتعريف بأنفسهم وفقا لعاداتهم والنسب، تم استبعاد مصطلح المولدين من الأجوبة. ادّعى الأغلبية أن يكون المولدين أو أبيض - 49.9% و 42.2%، على التوالي. ادعى عمليا نصف سكان ليكون مورينو، وهو مصطلح يستخدم في جميع أنحاء الأيبيرية الأمريكية أنه في هذه الحالة يعني «ذوي البشرة الداكنة» أو «البني -البشرة»، في مقابل وجود الجلد أخف وزنا (هذا المصطلح ضمنا لون البشرة أو لهجة، بدلاً من ملامح الوجه أو النسب).
تتكون الطوائف الأقليات في فنزويلا من المجموعات التي تنحدر أساسا من الشعوب الأفريقية أو الأصلية؛ حددت 2.8% أنفسهم بأنهم «الأسود» و 0.7% كما afrodescendiente (المنحدرين من أصل أفريقي)، وادعى 2.7% ينتمون إلى الشعوب الأصلية، وأجاب 1.1% «الأجناس الأخرى».

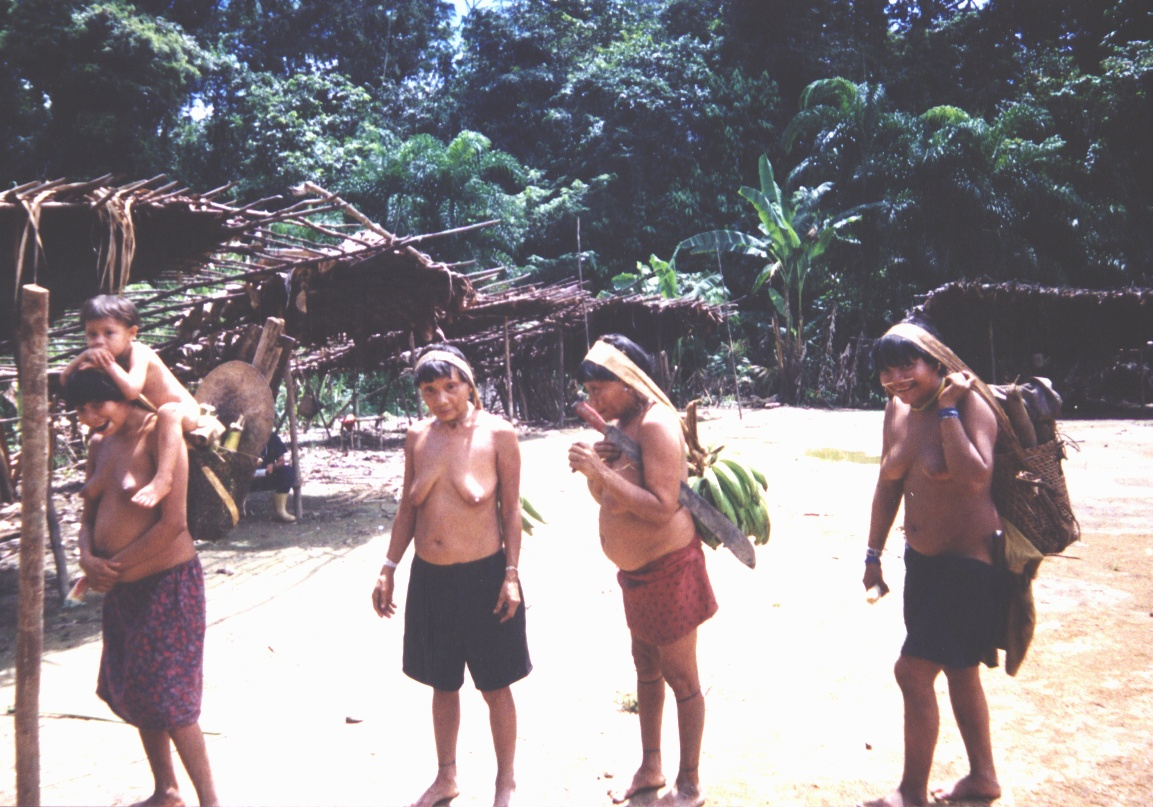
نساء يانومامي في فنزويلا

فيما بين السكان الأصليين، وكانت 58% الوايو، 7% الواراو، 5% كارينا، 4% بيمون، 3% بيارو، 3% جيفي، 3% أنو، 3% كوماناجوتو، 2% يوكبا، 2% شايما و 1% يانومامي؛ تألف المتبقية 9% من الأمم الأصلية الأخرى.
وفقًا لدراسة وراثية DNA جسمية أجريت في عام 2008 من قبل جامعة برازيليا (بنك الاتحاد الوطني)، كان تكوين السكان فنزويلا هو 60.60% من مساهمة الأوروبي، و 23% من مساهمة السكان الأصليين، و 16.30% من مساهمة الأفريقية.
خلال الفترة الاستعمارية وحتى بعد الحرب العالمية الثانية، فإن العديد من المهاجرين الأوروبيين إلى فنزويلا جاءت من جزر الكناري، والتي كان لها تأثير كبير على الثقافة والمطبخ والجمارك من فنزويلا. [بحاجة لمصدر] ومع ذلك، مع بدء استغلال النفط في أوائل القرن ال20، بدأت الشركات من الولايات المتحدة تأسيس الأعمال في فنزويلا، حاملين معهم مواطني الولايات المتحدة. في وقت لاحق وأثناء وبعد الحرب، بدأت موجات جديدة من المهاجرين من أجزاء أخرى من أوروبا، والشرق الأوسط، والصين؛ وشجعت العديد من برامج الهجرة التي أنشئت الحكومة. [بحاجة لمصدر] بين عامي 1900 و 1958 أكثر من مليون الأوروبيين هاجروا إلى فنزويلا. [بحاجة لمصدر] بالإضافة إلى ذلك، شهدت فنزويلا أيضا الهجرة من بلدان أمريكا اللاتينية الأخرى (وخاصة كولومبيا) في منتصف إلى أواخر القرن 19. [بحاجة لمصدر]
وفقاً لمسح اللاجئين في العالم لعام 2008، الصادر عن اللجنة الأمريكية للاجئين والمهاجرين، استضافت فنزويلا السكان اللاجئين وطالبي اللجوء من كولومبيا عددهم 252200 في عام 2007، ودخلت 10,600 طالبي اللجوء الجديدة فنزويلا في عام 2007. بين 500,000 ويقدر بمليون مهاجر غير شرعي يعيشون في البلاد.

ويقدر إجمالي عدد السكان الأصليين في البلاد بحوالي 500 ألف نسمة (2.8% من المجموع)، موزعة على 40 الشعوب الأصلية. ويعترف الدستور، وحرف متعددة الثقافات، واللغات متعددة الأعراق في البلاد ويتضمن الفصل المكرسة لحقوق الشعوب الأصلية، التي فتحت مساحات لإدراجها السياسية على المستوى الوطني والمحلي في عام 1999. وتتركز معظم الشعوب الأصلية في ثماني ولايات على طول حدود فنزويلا مع البرازيل وغيانا، وكولومبيا، وجماعات الأغلبية هي وايو (غرب)، والواراو (شرق)، ويانومامي (جنوب)، وPemon (جنوب شرق).

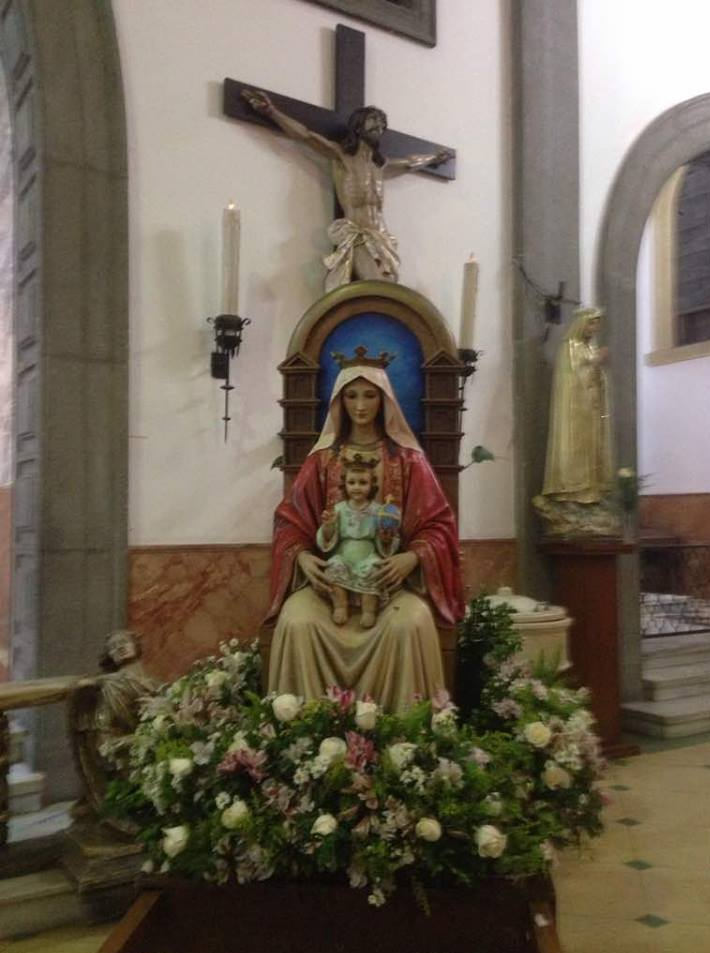
كنيسة كاثوليكية في فنزويلا.

### اللغات
هناك 40 لغة على الأقل في جميع أنحاء فنزويلا، ولكن الإسبانية هي اللغة التي يتحدث بها غالبية الفنزويليين. أعلن دستور فنزويلا لسنة 1999 الإسبانية واللغات التي يتحدث بها السكان الأصليون من فنزويلا كلغات رسمية. الصم استخدام الفنزويلي لغة الإشارة (lengua دي señas الفنزويلية، LSV).

### الدين
وفقًا الاستطلاع أجري العام 2011، فإن 88% من السكان مسيحيون، معظمهم ينتمون للكنيسة الرومانية الكاثوليكية (71٪)، و17% بروتستانت والباقي 11% هم إما ملحدين، أو يتبعون ديانة أخرى (1٪ من هؤلاء الأشخاص يمارسون السانتيرية).
في فنزويلا، يبلغ عدد سكانها أتباع سانتيريا قد تزايد منذ عام 2008. ويمكن للطقوس تكلف 40,000 بوليفار ذبح الديك، دجاجة، أو الماعز. سانتيريا هو خليط من المسيحية والفودو وينطوي عبادة القديسين المسيحيين ومختلف الممتلكات على غرار العنصرة.

## الثقافة

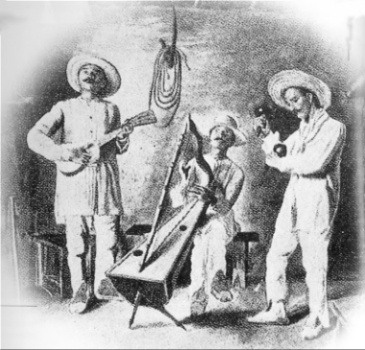
كما هو مبين في الرسم 1912 من قبل إلوي بالاسيوس.

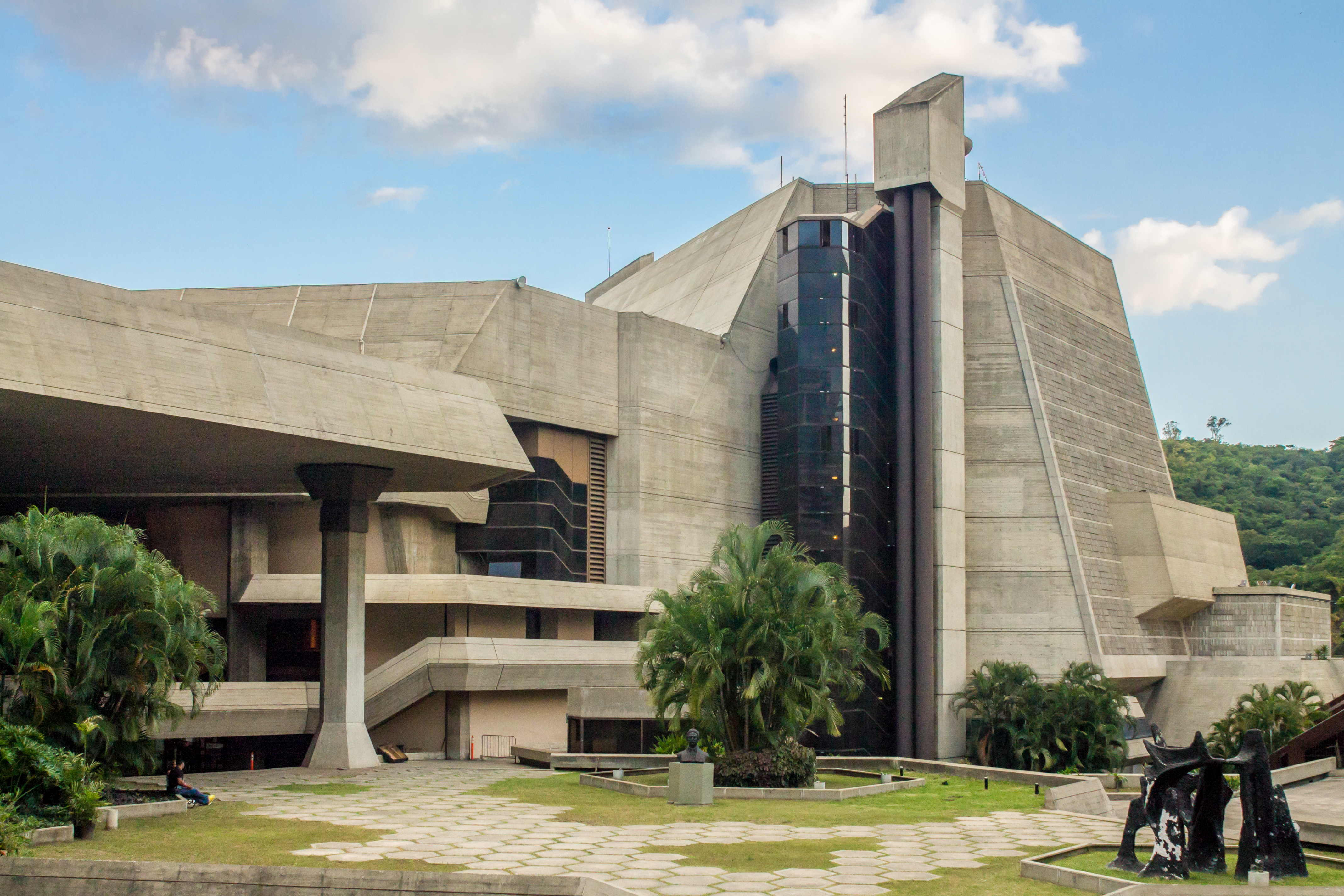
في مجمع تيريزا كارينيو الثقافي في كراكاس.

تأثير الأصليين يقتصر على بضع كلمات من المفردات وفن الطهو والعديد من أسماء الأماكن. تأثير الأفريقية في نفس الطريق، بالإضافة إلى الآلات الموسيقية مثل الطبل. كان تأثير الإسبانية السائدة (بسبب عملية الاستعمار وبنية الاجتماعية والاقتصادية التي خلقتها) وعلى وجه الخصوص جاءت من مناطق الأندلس وإكستريمادورا، والأماكن الأصلية لمعظم المستوطنين في منطقة البحر الكاريبي خلال الحقبة الاستعمارية. مثال على هذا يشمل المباني والموسيقى والديانة الكاثوليكية، واللغة.
التأثيرات الأسبانية واضحة في مصارعة الثيران وميزات معينة من فن الطهو. وقد أثرى فنزويلا أيضا من قبل تيارات أخرى من أصل هندي والأوروبية في القرن 19، وخاصة من فرنسا. في أحدث مرحلة في المدن الكبرى والمناطق النفطية من منشأ ومظاهر الهجرة الجديدة من الإسبانية والإيطالية والبرتغالية الولايات المتحدة، مما يزيد من الفسيفساء الثقافية المعقدة بالفعل. على سبيل المثال، من الولايات المتحدة يأتي النفوذ من الطعم لعبة البيسبول، على غرار الولايات المتحدة والوجبات السريعة، والمنشآت المعمارية الحالية.

### الفن
سيطر على الفن الفنزويلي في البداية الزخارف الدينية، ولكن بدأ التركيز على التمثيل التاريخي والبطولي لنضال البلاد من أجل الاستقلال في أواخر القرن 19، وهي الخطوة التي قادها مارتن توفار إي توفار. استغرق أكثر من الحداثة في القرن 20. ويشمل الفنانين الفنزويليين البارزين أرتورو ميشيلينا، كريستوبال روخاس، أرماندو ريفيرون، مانويل كابري؛ الفنانين الحركية خيسوس سوتو، جيجو وكارلوس كروز دييز؛ والفنانون المعاصرين مثل ماريسول ويوسف مرعي.

### الأدب
الأدب الفنزويلي نشأ بعد وقت قصير من الغزو الإسباني للمجتمعات الأصلية التي كانت في الغالب ما قبل القراءة والكتابة؛ وسيطر عليها بالغالب التأثيرات الإسبانية. بعد ارتفاع الأدبيات السياسية خلال حرب الاستقلال الفنزويلية، ظهرت الرومانسية الفنزويلية، التي شرحها بشكل خاص خوان فيسنتي غونزاليس، وظهرت كأول نوع مهم في المنطقة. على الرغم من التركيز بشكل أساسي على الكتابة السردية، فقد قُدِم الأدب الفنزويلي من الشعراء مثل أندريس ايلوي بلانكو وفيرمين تورو.
من بين الكتاب والروائيين الرئيسيين يشمل رومولو غاليغوس، تيريزا دي لا بارا، ارتورو Uslar بيتري وادريانو غونزاليس ليون، ميغيل أوتيرو سيلفا، وماريانو بينكون سالاس. كان الشاعر والإنساني الكبير أندريس بيلو أيضًا مربيًا ومفكراً (كما كان معلم الطفولة ومدرسًا لسيمون بوليفار). آخرين، مثل لوريانو فالينيلا انز وخوسيه جيل فورتول، ساهموا في الوضعيه الفنزويلية.

### الموسيقى

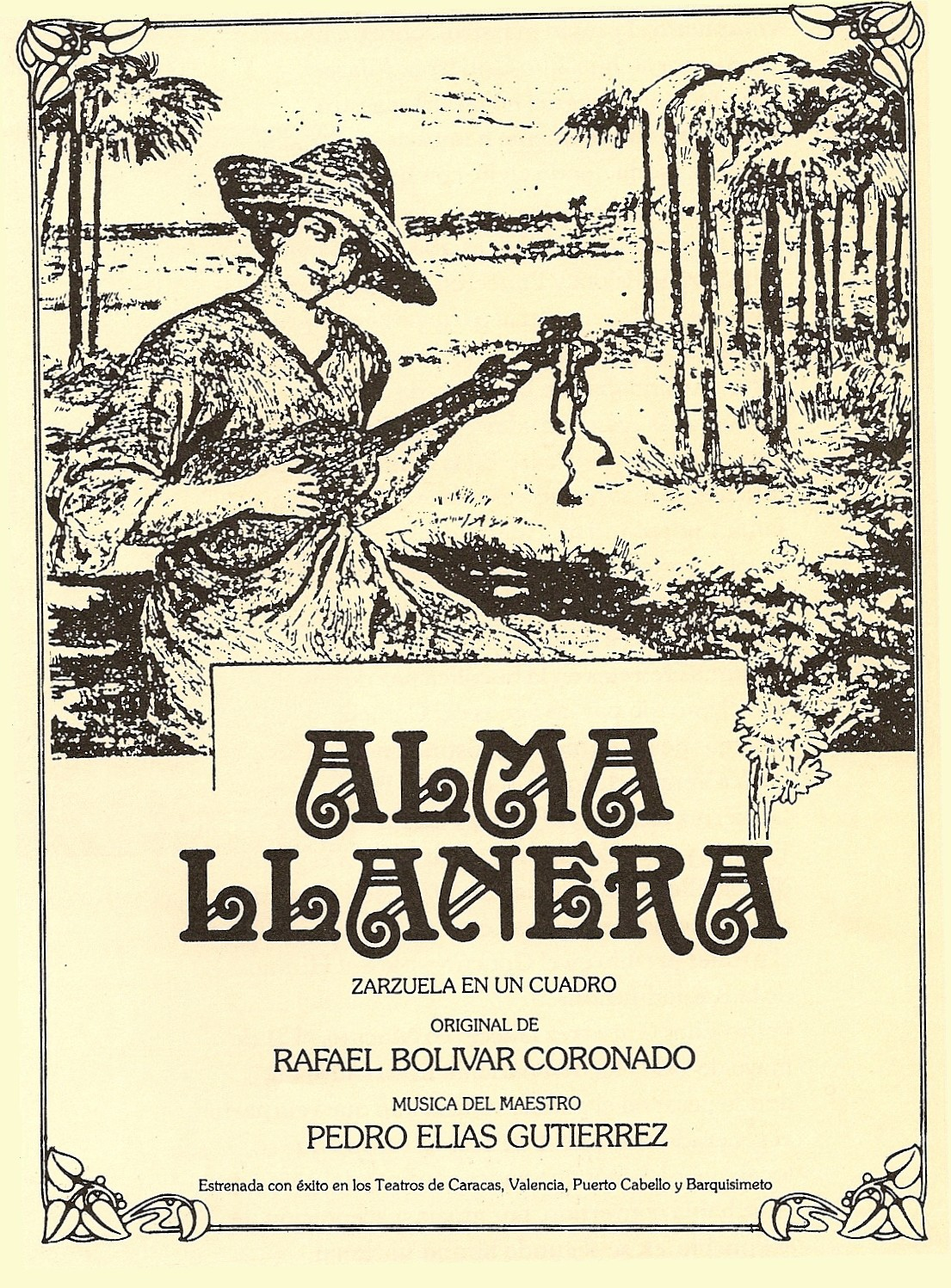
غطاء ألما يانيرا

ومن الأمثلة على الأساليب الموسيقية الأصلية فنزويلا من قبل جماعات اون سولو بويبلو وهاتف Serenata Guayanesa. الآلة الموسيقية الوطنية هي كواترو. ظهرت أنماط ومقطوعات موسيقية نموذجية بشكل رئيسي في وحول المنطقة يانوس، بما في ذلك ألما يانيرا (بيدرو إلياس غوتيريز ورافائيل بوليفار كورونادو)، فلورنتينو ذ ايل ديابلو (عن طريق ألبرتو ارفيلو توريالبا)، Concierto أون لا llanura خوان فيسنتي توريالبا، وكابالو فيجو (من قبل سيمون دياز).
وZulian gaita هو أيضا النمط الشعبي، ويقوم عادة خلال عيد الميلاد. الرقص الوطنية هي joropo. وكانت فنزويلا دائما بوتقة تنصهر فيها الثقافات وهذا ما يمكن ملاحظته في ثراء وتنوع أساليبها الموسيقية والرقصات: كاليبسو، bambuco، fulía، مقطع من قصيدة طويلة دي بيلار دي MAIZ، مقطع من قصيدة طويلة دي lavanderas، sebucán. كان تيريزا كارينيو البيانو الموهوب القرن 19 الشهيرة على مستوى العالم. في السنوات الأخيرة، كان أداء الموسيقى الكلاسيكية العظيمة. وسيمون بوليفار أوركسترا الشباب، تحت العصا من موصل الرئيسي غوستافو Dudamel وخوسيه أنطونيو أبرو، وقد استضافت عددا من العروض الممتازة في العديد من قاعات الحفلات الموسيقية الأوروبية، لا سيما في لندن الحفلات الراقصة 2007، وتلقت العديد من الجوائز. الأوركسترا هي ذروة ش سيستيما، برنامج تعليم الموسيقى القطاع التطوعي التي يمولها القطاع العام حاليا يحتذى في بلدان أخرى.

### الرياضة

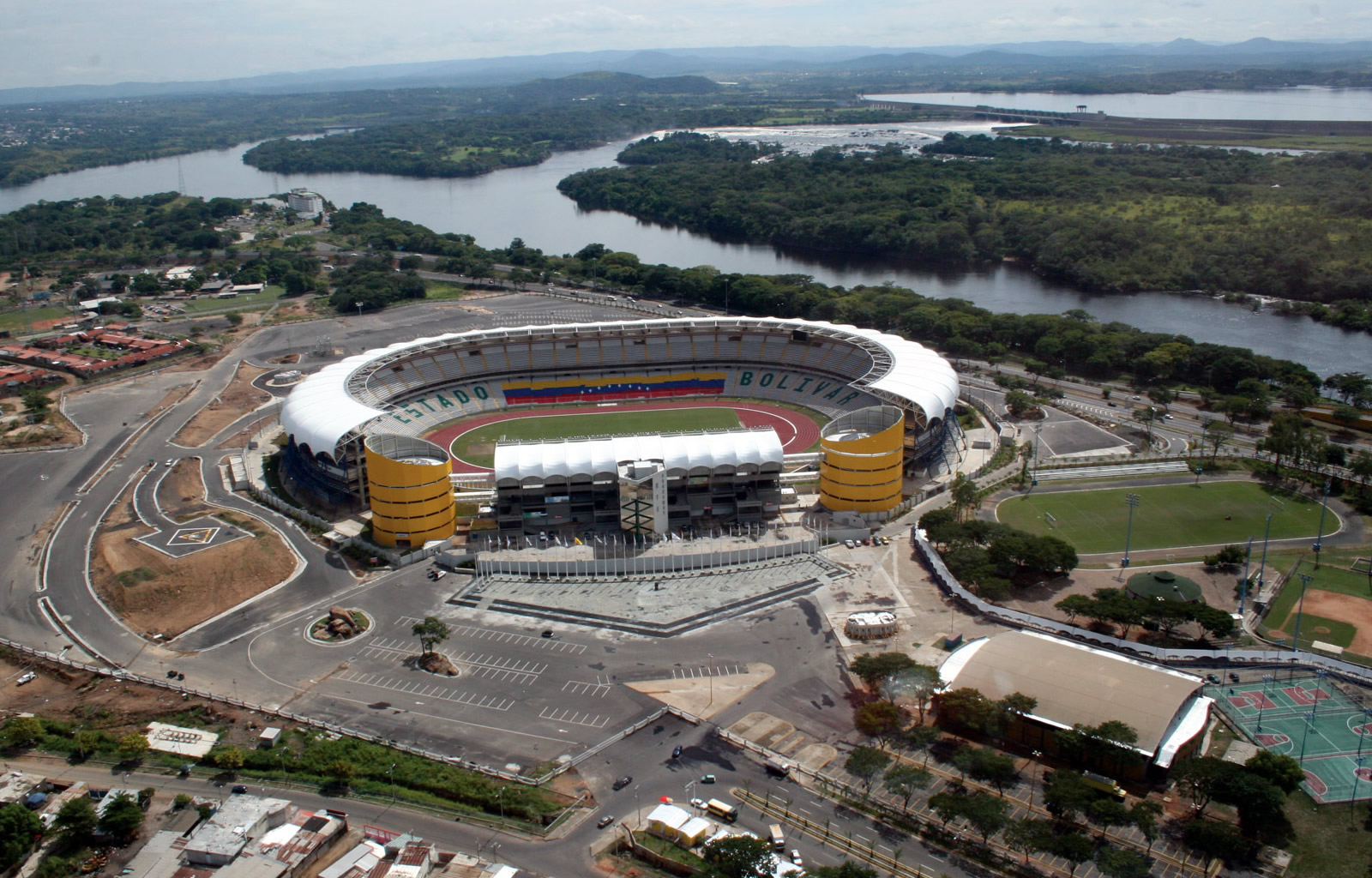
استاد

البيسبول هي الرياضة الأكثر شعبية في فنزويلا، مع الفنزويلي دوري البيسبول الفنية القائمة منذ عام 1945.
إلى جانب لعبة البيسبول، الرياضة الأكثر شعبية في فنزويلا هي كرة السلة وكرة القدم. استضافت فنزويلا العالم لكرة السلة الأولمبية بطولة مؤهلة 2012 و2013 لكرة السلة بطولة كرة السلة الأمريكتين، التي وقعت في Poliedro دي كاراكاس. كرة القدم، بقيادة المنتخب الوطني الفنزويلي لكرة القدم تكتسب شعبية أيضا.
وفنزويلا عقد كأس أمريكا الجنوبية كل 40 سنوات، وفقا لسياسة التناوب أمريكا الجنوبية. (2007، 2047 2087 2127، 2167، 2207، 2247، 2287...)
فنزويلا هي أيضا موطن لسائق الفورمولا 1، القس مالدونادو. في سباق الجائزة الكبرى الإسباني لعام 2012، وادعى الأول القطب له والنصر وأصبح الفنزويلي الأولى والوحيدة التي فعلت ذلك في كامل الفورمولا 1 التاريخ. مالدونادو ازداد استقبال مشجعي الفورمولا 1 في فنزويلا والملهم الآن الآلاف من الأطفال الفنزويلي الشباب لهدف لفورمولا 1.
في دورة الألعاب الأولمبية الصيفية 2012، فاز الفنزويلي روبن ليمباردو الذهب في المبارزة.

### المطبخ
المطبخ الفنزويلي، واحد من الأكثر تنوعا في المنطقة، يعكس التناقضات والثقافات التي تتعايش في فنزويلا المناخية. ومن بين هذه hallaca، pabellón كريولو، arepas، pisca اندينا، tarkarí دي تشيفو، jalea دي المانجو، وcamiguanas المقلية.

### أخرى
فنزويلا هي معروفة جيدًا بنجاحاتها في مسابقات الجمال، ملكة جمال فنزويلا تعد حدثا كبيرا في البلاد، وتلقت فنزويلا ملكة جمال العالم 6، 7 ملكة جمال الكون، ملكة الجمال الدولية و6 2 العناوين ملكة جمال الأرض.
فنزويلا تحتل المرتبة الأولى في قائمة صفحة ويب الجميلة العالمية بوصفها البلد مع المزيد من الألقاب مسابقات دولية فاز. كما أن لديها غينيس القياسي العالمي، بعد ديانا ميندوزا، ملكة جمال الكون لعام 2008 من فنزويلا ستيفانيا فرنانديز توج، وأيضا من فنزويلا ملكة جمال الكون عام 2009، وهي المرة الأولى أكثر من 50 عاما في المسابقة أن بلدا يفوز باللقب في سنتين متتاليتين.
فنزويلا هي البلد الأكثر نجاحا في مسابقة ملكة جمال العالم وملكة الجمال الدولية وتحتل المرتبة الثانية في مسابقة ملكة جمال الكون إلا من خلال تجاوز الولايات المتحدة الأمريكية.
وكان كارلوس فيلانويفا راؤول المهندس الفنزويلي الأكثر أهمية في العصر الحديث؛ قام بتصميم الجامعة المركزية في فنزويلا، (من مواقع التراث العالمي) وهالة ماجنا لها. وتشمل الأعمال المعمارية البارزة الأخرى في كابيتوليو، مسرح Baralt، مجمع الثقافي تيريزا كارينو، واوردانيتا جسر الجنرال رافائيل.

## التعليم

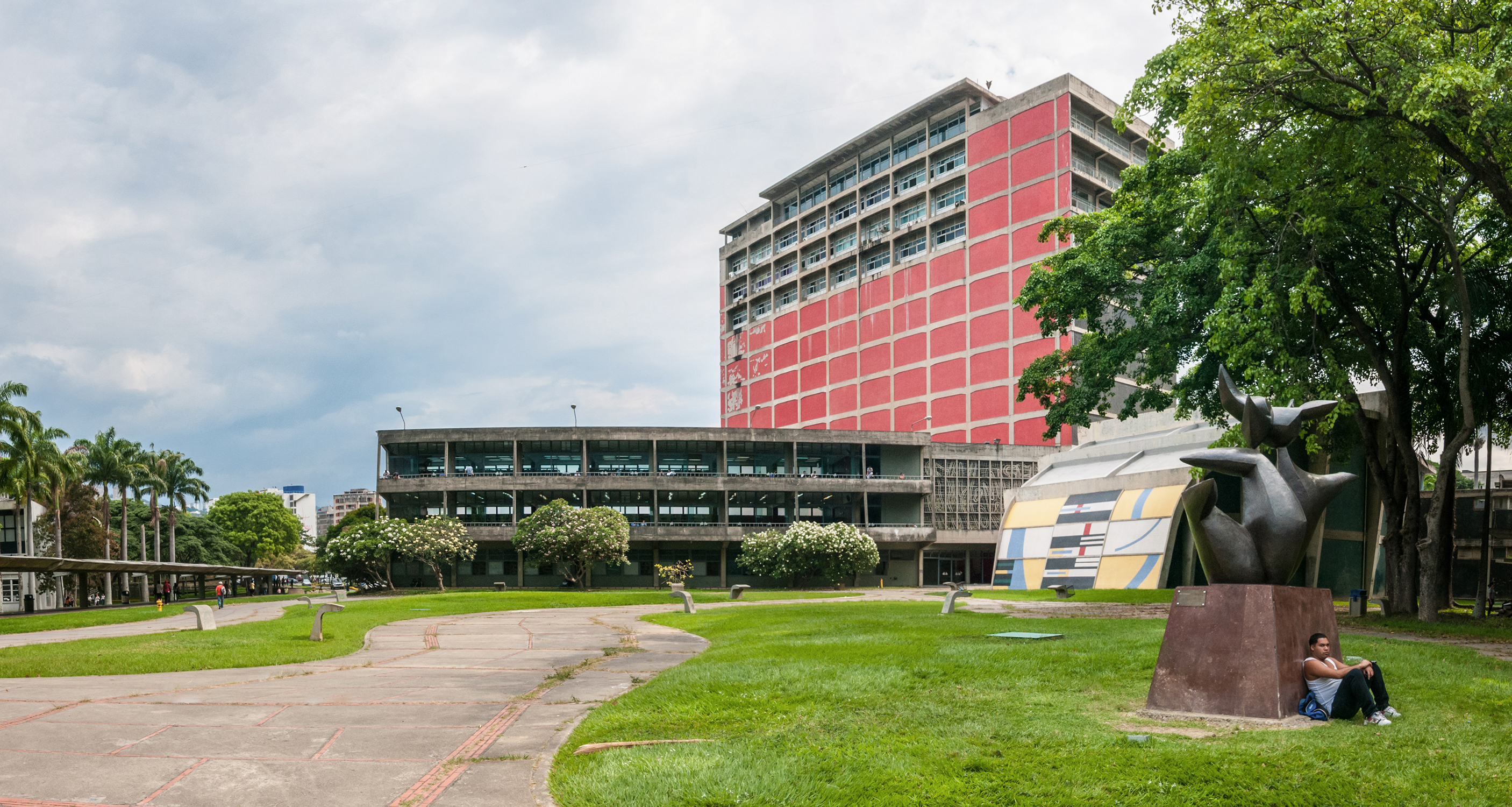
جامعة فنزويلا المركزية

Illiteracy rate in Venezuela based on data from UNESCO and the Instituto Nacional de Estadística (INE) of Venezuela.

وكان معدل معرفة القراءة والكتابة للسكان البالغين بالفعل 91.1 بحلول عام 1998 وفي عام 2008، كان 95.2% من السكان البالغين القراءة والكتابة وبلغ صافي معدل الالتحاق بالمدارس الابتدائية في 91% في عام 2005. صافي معدل الالتحاق بالتعليم الثانوي كان في 63% في عام 2005. فنزويلا لديها عدد من الجامعات، والتي من أعرق هي جامعة فنزويلا المركزية (UCV)، التي تأسست في كراكاس عام 1721، وجامعة الأنديز (العلا)، التي تأسست في ميريدا الدولة في عام 1810، وجامعة سيمون بوليفار (USB)، التي تأسست في ميراندا الدولة في عام 1967.

## الرعاية الصحية
لفنزويلا نظام الرعاية الصحية الشاملة الوطنية. وقد أنشأت الحكومة الحالية برنامجا لتوسيع نطاق الحصول على الرعاية الصحية المعروفة باسم بعثة باريو ادينترو.
وقفت وفيات الرضع في فنزويلا في 16 حالة وفاة لكل 1,000 ولادة في عام 2004، أي أقل من متوسط أمريكا الجنوبية (وبالمقارنة، فإن الولايات المتحدة تقف في 5 حالة وفاة لكل 1,000 ولادة في عام 2006). سوء التغذية لدى الأطفال (المعرفة كما التقزم أو الهزال لدى الأطفال دون سن الخامسة) تصل إلى 17%؛ دلتا أماكورو وأمازوناس لديها أعلى معدلات في البلاد ووفقا للأمم المتحدة، 32% من الفنزويليين تفتقر مرافق الصرف الصحي الملائمة، في المقام الأول أولئك الذين يعيشون في المناطق الريفية. الأمراض التي تتراوح من التيفوئيد والحمى الصفراء والكوليرا والتهاب الكبد أ، التهاب الكبد ب.
فنزويلا لديها ما مجموعه 150 محطات لمعالجة مياه الصرف الصحي. ومع ذلك، لا يزال 13% من سكان نقص فرص الحصول على مياه الشرب، ولكن تم إسقاط هذا العدد.

## وصلات خارجية
E-Government
- (بالإنجليزية) Chief of State and Cabinet Members
- (بالإنجليزية) Venezuela  على كتاب حقائق العالم
- (بالإنجليزية) Venezuela at UCB Libraries GovPubs
- (بالإنجليزية) فنزويلا على مشروع الدليل المفتوح
- (بالإنجليزية) Venezuela from the Library of Congress Country Studies (1990)
- (بالإنجليزية) Venezuela profile from the بي بي سي نيوز
- (بالسويدية)  معلومات جغرافية متعلقة بفنزويلا على خريطة الشارع المفتوح
- (بالإنجليزية) Maps on Venezuela – Cartographic features
- (بالإنجليزية) Key Development Forecasts for Venezuela from International Futures
- أطلس ويكيميديا حول Venezuela
- فنزويلا على موقع الموسوعة البريطانية (الإنجليزية)
- (بالإسبانية)